# Años 2010

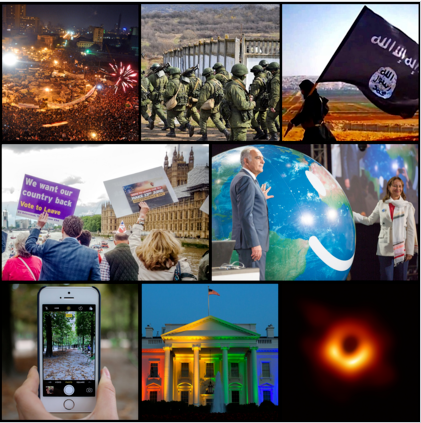
De izquierda a derecha y de arriba abajo: En 2011, la Primavera Árabe transformó el Norte de África y el Oriente Próximo derribando una serie de dictaduras con décadas de antigüedad; Crimea es anexionada por Rusia en 2014 durante la guerra ruso-ucraniana que continúa; el "Estado Islámico" surgió en la guerra civil siria (que aún perdura) y realizó ataques terroristas en todo el mundo y capturó numerosos territorios en Irak y Siria que acabó perdiendo; en 2016 el Reino Unido vota a favor del Brexit, es decir, abandonar la UE; la preocupación por el cambio climático conduce al Acuerdo de París y aumenta el activismo climático; los teléfonos inteligentes se integran en nuestras vidas y su uso trasforman las relaciones humanas para siempre; el matrimonio entre personas del mismo sexo se legaliza en los EE. UU. y en otros países, significando un triunfo sin precedentes para el movimiento LGBT; la primera imagen de un agujero negro se descubre en 2019.

El decenio, conocido como años 2010, década de 2010 o años 10 es el periodo de tiempo que empezó 1 de enero de 2010 y terminó el 31 de diciembre de 2019. La década fue declarada como: El decenio Internacional de la Seguridad Vial, El decenio Internacional de las Naciones Unidas sobre la Diversidad Biológica y El Tercer Decenio Internacional de la Eliminación del Colonialismo.
Una década que siguió marcada por la crisis económica mundial que se inició en 2008. La prolongación de la crisis provocó a mitad de la década una fuerte caída de las materias primas lo que afectó a los países emergentes como Brasil, Rusia o China, en donde parte de su matriz económica continuaba muy atada al precio de las comodities. Fue especialmente intensa la caída del precio del petróleo, debido a la crisis y el apogeo de la fractura hidráulica (fracking), provocando importantes cambios económicos a nivel mundial.
En Europa, cuatro Estados miembros de la Unión Europea (Grecia, Irlanda, Portugal y Chipre) tuvieron que ser rescatados debido a la crisis del euro. En 2016, el referéndum posibilitó la salida del Reino Unido de la UE —materializada en 2020— que paralelamente dio inicio al proceso refundación de la Unión Europea. Entre tanto, la primera fase de la guerra ruso-ucraniana en 2014 —como parte de una hipotética nueva Guerra Fría— provocó la adhesión de Crimea a Rusia.
En la década de 2010, el calentamiento global se hizo cada vez más notable a través de nuevas temperaturas récord en diferentes años y eventos climáticos extremos en todos los continentes.[cita requerida] La concentración de CO2 aumentó de 390 a 410 PPM durante la década.[cita requerida] Al mismo tiempo, la lucha contra la contaminación y el cambio climático siguió siendo una gran preocupación. Las protestas, las iniciativas y la legislación atrajeron considerable atención de los medios. En particular, se adoptó el Acuerdo de París (2015) y se formó un movimiento juvenil climático global. El calentamiento global es uno de los problemas más críticos de esta década, debido al aumento en los gases de efecto invernadero que han acelerado el derretimiento de los polos, produciendo impacto directo en algunas regiones con efectos como el aumento de la temperatura o el aumento en la cadencia de desastres naturales. También ocurrieron desastres naturales que provocaron miles de muertos como el terremoto de Haití de 2010, el terremoto de Chile de 2010, el terremoto de Yushu de 2010, las inundaciones en Pakistán de 2010, el terremoto y tsunami de Japón de 2011 (con el añadido de un accidente nuclear en Fukushima), el terremoto de Nepal de abril de 2015, el terremoto de Ecuador de 2016 y el terremoto de Puebla de 2017. Otras catástrofes provocadas por la mano del hombre, como el hundimiento de la plataforma petrolífera Deepwater Horizon o las explosiones en Tianjin de 2015, provocaron graves daños medioambientales.
En esta década continúa la masificación del uso del Internet como nunca antes en el resto del mundo (corriente proveniente ya desde los 2000 en los países del primer mundo) debido a los avances en el procesamiento de datos y el despliegue de la banda ancha. También especialmente a través de redes sociales, mensajerías instantáneas y otras páginas con contenido multimedia, debido a los avances en dispositivos de redes inalámbricas, computación en la nube y telefonía móvil. Esto último hace referencia a la evolución del teléfono celular convencional, -los teléfonos inteligentes, cambian para siempre la vida social de las personas. Se empiezan a utilizar masivamente los drones (tanto de forma militar como civil), las impresoras 3D y se desarrolla la tecnología del grafeno. Continúa el desarrollo de la inteligencia artificial de los robots y el auge de los deportes electrónicos (conocidos como "eSports"). Aumenta el uso de las criptomonedas como medio de pago y la participación de entidades públicas entra en juego tanto con el fomento o la regulación de estos medios de capital. El aumento en la conectividad de Internet, tanto en su volumen como calidad, promueve un aumento progresivo de la descentralización mediática poniendo al individuo como agente clave en la creación y difusión de determinados contenidos informativos. Como consecuencia negativa del auge del periodismo y opinión doméstica, se torna masivo el fenómeno de las noticias falsas (fake news). Los operadores de streaming se hacen muy populares, ventas de música digital superaron las ventas de CD y las películas de superhéroes se convirtieron en líderes de taquilla.
La Primavera Árabe en 2011 marcó el inicio de unas revoluciones sin precedentes en varios países árabes, que sirvieron para acabar con regímenes dictatoriales que los gobernaron por varias décadas, en países como Túnez (Ben Ali), Egipto (Hosni Mubarak) o Libia (Muamar el Gadafi). Sin embargo, la gran inestabilidad de la región provocó que grupos fundamentalistas como el Estado Islámico proliferaran tomando extensas zonas en Siria, Irak, Egipto o Libia. Pese a la conformación de una coalición contra el EI, no se evitó que este cometiera atentados en Occidente, entre los que destacan Francia (7-E y 13-N, 2015 y 14 de julio, 2016), Bélgica (22-M, 2016), Suecia (7 de abril, 2017), Alemania (19-D, 2016), Reino Unido (22 de marzo, 22 de mayo y 3 de junio, 2017) y España (17 de agosto, 2017). Además los terroristas islámicos cometieron numerosos atentados en países musulmanes, en varios países africanos (Boko Haram) y en Rusia. La particularidad de estos ataques forjó lentamente las características de una nueva forma de guerra, los denominados lobos solitarios.
De hecho, la guerra civil siria continúa en la actualidad y es el conflicto que dominó la década, debido a la mezcla de intereses políticos y geoestratégicos de las potencias mundiales, el aumento del terrorismo, las tensiones sociales, la crisis económica, y la inestabilidad en países vecinos como Irak o Turquía. Además, esta guerra provocó una crisis migratoria en Europa con la llegada de más de 1 millón de refugiados y alrededor de 7 millones de desplazados a nivel mundial. Otras guerras destacables en esa región  son la Guerra civil de Libia, la segunda guerra civil libia, las intervenciones militares francesas en Mali y el Sahel y la Guerra civil yemení que llevó a la intervención militar Saudí en el país. En 2011 se independizó Sudán del Sur y poco después sufrió una guerra civil.
En 2014, Estados Unidos restableció sus relaciones diplomáticas con Cuba, tras 50 años de embargo y al año siguiente la comunidad internacional alcanzó un acuerdo con Irán para paralizar su programa nuclear. Fueron dos de los grandes logros de la presidencia de Barack Obama (2009-2017), a quien sustituiría en la presidencia de los Estados Unidos el candidato republicano Donald Trump.
En América Latina, la muerte de Hugo Chávez en 2013 marcó la caída del socialismo del XXI. La crisis en Venezuela durante el mandato de su sucesor Nicolás Maduro supuso la despopularización de la izquierda y el auge de la derecha. El caso Odebrecht implicó la destitución de Dilma Rousseff y el encarcelamiento de Lula da Silva; los supuestos escándalos de corrupción provocaron la caída del kirchnerismo en Argentina con la llegada de Mauricio Macri (mas retornando después en 2019 con la elección de Alberto Fernández) y las reformas sociales de Daniel Ortega desataron las protestas en Nicaragua de 2018-2019. Por otro lado, en Colombia el gobierno del presidente Juan Manuel Santos (2010-2018) consiguió los histórico acuerdos de paz con las Fuerzas Armadas Revolucionarias de Colombia - Ejército del Pueblo (FARC-EP) con el objetivo de poner fin al conflicto armado interno de Colombia que azota al país desde 1960. En esta década en Latinoamérica tiene su auge la práctica conocida como guerra jurídica (también conocida por su nombre en inglés lawfare), persecución a líderes políticos a través de la justicia y medios de comunicación. La crisis política en Perú de 2017-2019 provocó la renuncia de Pedro Pablo Kuczynski y el acceso de Martín Vizcarra al Palacio de Gobierno. Mientras tanto en México, el descontento de la población con los gobiernos del PRI y el PAN provocó en 2018 la histórica victoria del izquierdista Andrés Manuel López Obrador convirtiéndose en el candidato más votado en la historia de ese país. En Venezuela, además de la crisis, la juramentación de Juan Guaidó trajo el desconocimiento de la Unión Europea, la OEA, el Grupo de Lima (a excepción de México y Uruguay), Estados Unidos o Japón del gobierno de Maduro. Las protestas en Venezuela de 2017 y la intervención mundial de ayuda humanitaria dieron paso al peor momento de la historia de la nación y la crisis migratoria más grande de América Latina. Además; en Chile, las protestas sociales se intensificaron, a punto de pedir la renuncia del mandatario Sebastián Piñera, quien anunció como última medida la promulgación de una nueva Constitución y en Bolivia, las protestas opositoras por fraude electoral al gobierno de Evo Morales, obligaron su renuncia y huida del país.
Las actitudes sociales cambiantes hicieron que los derechos LGBT, como la aprobación de la unión civil homosexual tuvieran un progreso sustancial durante la década, aprobándose en varios países de América, Europa, África (solamente Sudáfrica), Asia (solo Taiwán) y Oceanía. Otros derechos como la adopción, el cambio de identidad de género, participación en cargos públicos o políticos y leyes que penalizan el ataque y la fobia a la comunidad LGBT, también tuvieron un avance importante. La representación femenina tuvo progresos sustanciales durante la década, particularmente en Occidente. La legalización del aborto ha entrado en discusión en Latinoamérica y Asia. Se han aprobado leyes de paridad y contra la violencia de género, sueldos igualitarios, contra el acoso y penas más grandes para los casos de violación. Incluso países ultraconservadores, como Arabia Saudita y Sudán, han eliminado leyes restrictivas hacia las mujeres. Empieza a tener un auge la legalización del cannabis de forma medicinal y recreativa; Uruguay, Georgia, Sudáfrica y Canadá fueron los únicos que lo legalizaron para uso recreativo.
Se producen relevos en varias monarquías europeas, como Bélgica (2013), Países Bajos (2013) y España (2014). También abdicó en 2019 el Emperador de Japón Akihito dando inicio a la Era Reiwa. En el segundo Cónclave del III Milenio fue elegido el argentino Jorge Mario Bergoglio como papa Francisco, convirtiéndose en el primer papa americano en la historia.

## Resumen de los principales acontecimientos históricos

### De 2010 a 2014

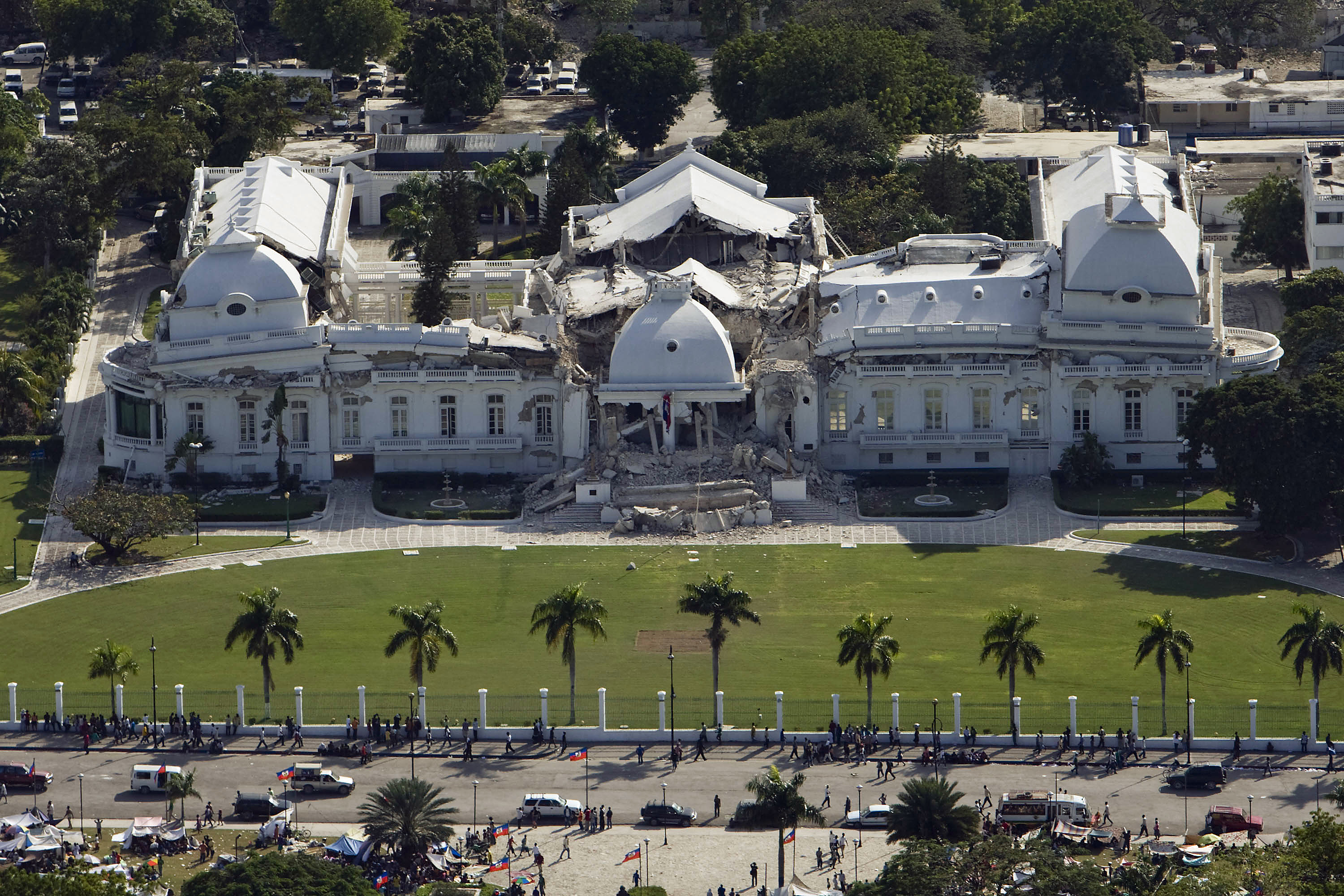
Fotografía del Palacio Nacional devastado tras el terremoto que sufrió Haití.

- 2010: Terremoto de Haití. Un terremoto de 7 grados de magnitud en la escala de Richter causa 225, 570 muertos en Haití el 12 de enero de 2010. Se convirtió en la mayor catástrofe a la que nunca había tenido que hacer frente la ONU en su historia, según fuentes del organismo. El terremoto tuvo su epicentro a unos 15 km al sudeste de la capital, Puerto Príncipe. El hecho de producirse tan cerca de una ciudad con más de un millón de habitantes, con viviendas precarias, sin ningún tipo de resistencia a temblores de tal magnitud, hizo temer lo peor desde el primer momento. Los Estados Unidos enviaron miles de soldados para ayudar en las tareas de búsqueda de supervivientes y los equipos de la ONU se volcaron para paliar los efectos. Igualmente, la Unión Europea y los países latinoamericanos prestaron su ayuda, con el envío de medicinas, alimentos y personal cualificado. Al día de hoy Haití no se ha podido recuperar por completo de la tragedia.[3]

- 2010: Terremoto de Chile. Fue un terremoto de Mw 8.8 ocurrido el 27 de febrero a las 03:34 (hora local), dejó 524 fallecidos, varios heridos y muchas pérdidas económicas. Se sintió en 11 regiones de las 15 de Chile (entre Antofagasta y Los Lagos), es el terremoto más grande en Chile en los últimos 50 años, el más grande en América en los últimos 50 años y es el segundo más grande en los años 2010.
- 2010: Dilma Rousseff, primera presidenta de Brasil. La candidata del Partido de los Trabajadores (PT), Dilma Rousseff, se impuso en la segunda vuelta al candidato del Partido Socialdemócrata Basileño (PSDB), José Serra, por más de 12 puntos porcentuales. El relevo en la presidencia se formalizó el 1 de enero de 2011, cuando Lula da Silva cedió el poder a la mujer por la que había apostado. La nueva mandataria según algunos analistas tendría varios retos por delante: marcar su propia línea política, mantener el crecimiento de la economía brasileña y el control de la inflación. Por último, Brasil estaba consolidando un papel principal en la esfera internacional, en parte debido al crecimiento económico del país y a los recursos naturales hallados.[4]
- 2010-2012: La Primavera Árabe. Al término de cerca de un mes de manifestaciones populares en Túnez (revolución de los Jazmínes), duramente reprimidas, Ben Alí, bajo la presión de la calle, abandonó la presidencia de la nación (14 de enero). La transición corrió a cargo de un gobierno de unidad nacional, remodelado en varias ocasiones. En Egipto, tras dos semanas de protestas populares masivas, lograron que el presidente de Egipto; Hosni Mubarak renunciara a su cargo (11 de febrero). Estos movimientos de protesta nacieron como contestación para una aspiración política (a una mayor libertad y democracia) como de reivindicaciones sociales (en respuesta a la pobreza, la injusticia y la corrupción).[5]
- 2011: Terremoto y tsunami en Japón.[6] El 11 de marzo de 2011, ocurrió un terremoto de magnitud 9 con epicentro en el Océano Pacífico, a 130 kilómetros de la península de Ojika, Japón, y con una profundidad de 10 kilómetros; horas después, un tsunami golpeó las costas de Japón. El terremoto y tsunami de Japón provocaron graves fallas en la central nuclear de Fukushima por lo que el gobierno de aquel país tuvo que declarar estado de emergencia y evacuar a la población de las inmediaciones de la planta. El saldo total de víctimas entre muertas y desaparecidas por los siniestros fue de más de 20,000 y los daños fueron estimados en decenas de miles de millones de dólares.
- 2011: Intervención de la OTAN en la Guerra de Libia.[7] Tras la caída del gobierno de Ben Alí y el de Mubarak, las protestas llegaron a Libia en febrero de 2011, siguiendo el efecto dominó de la Primavera Árabe. El 17 de febrero fue "El Día de la Ira en Libia". Durante los días siguientes las manifestaciones fueron creciendo en número hasta el punto que los choques entre manifestantes y policías derivaron en enfrentamientos armados. Pronto los enfrentamientos se extendieron por la zona oriental del país, y se fue convirtiendo en una guerra entre leales y opositores al régimen. Ante la brutal represión del régimen de Gadafi, que llevaba en el poder desde 1969, el Consejo de Seguridad de la ONU se reunió el 26 de febrero y aprobó por unanimidad la Resolución 1970. El 17 de marzo de 2011, mientras los leales al régimen atacaban Misurata, se aprobó por 10 votos a favor y 5 abstenciones la Resolución 1973, que permitía establecer una Zona de exclusión aérea sobre Libia y llevar a cabo "todas las medidas necesarias para proteger a la población civil". Finalmente fue Francia la que inició los bombardeos contra las fuerzas de Gadafi el día 19 de marzo, concretamente contra cuatro tanques. Pronto algunos miembros de la OTAN fueron añadiéndose a la Intervención militar. El día 23 de marzo la OTAN tomó el control de las operaciones, con el nombre de Operación Protector Unificado, que terminó el 31 de octubre de 2011 tras la captura y la muerte de Gadafi.Fotografía de The Situation Room durante la captura y eliminación de bin Laden.

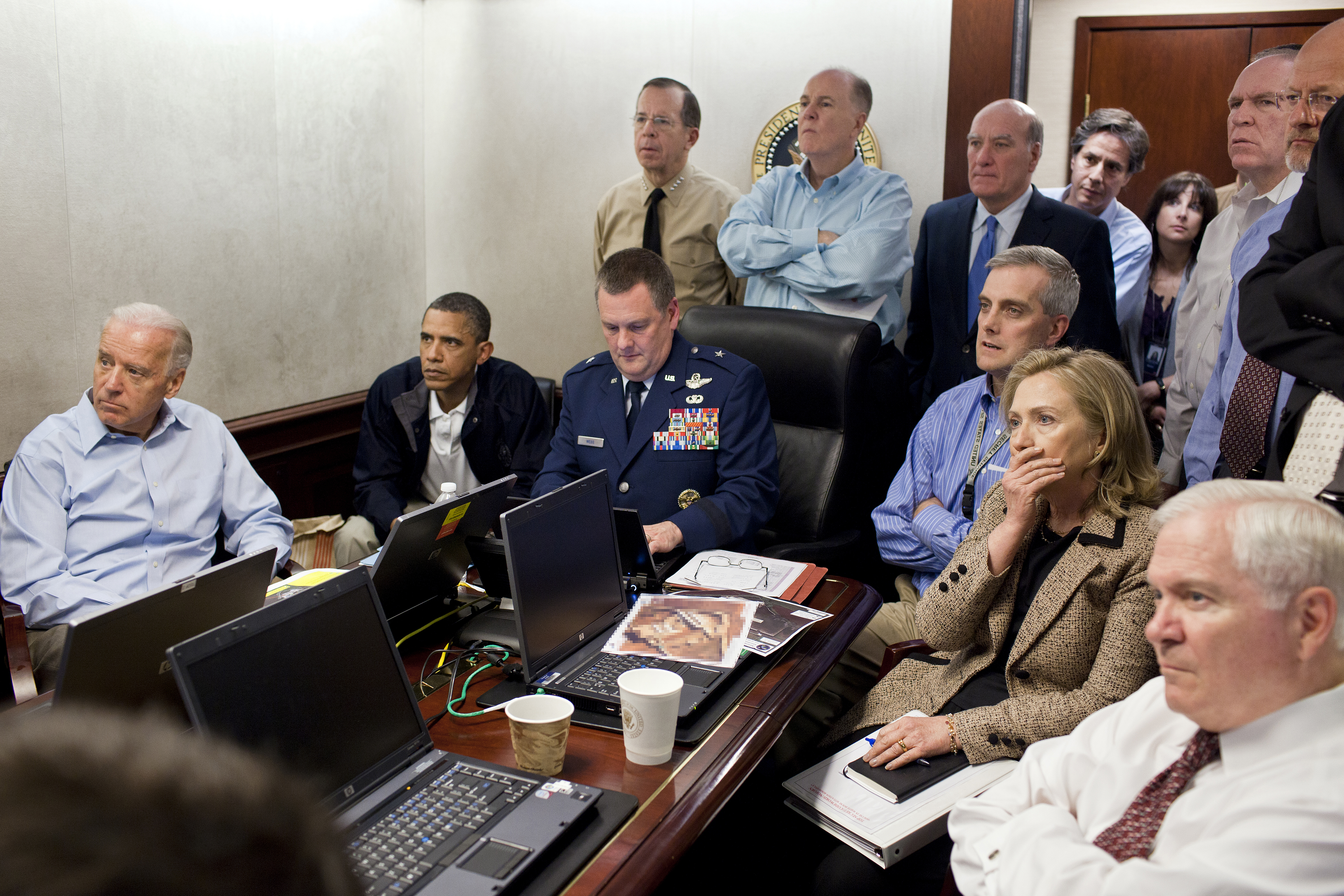
Fotografía de The Situation Room durante la captura y eliminación de bin Laden.

- 2011-2012: Muerte de Osama Bin Laden y reelección de Obama. Luego de 8 meses de trabajo de la inteligencia y fuerzas militares estadounidenses, el 2 de mayo de 2011, el líder de la organización terrorista Al Qaeda; Osama Bin Laden, fue abatido en un complejo de alta seguridad a unos 56 kilómetros de la ciudad de Islamabad (Capital de Pakistán). La operación fue aprobada por el presidente de Estados Unidos, Barack Obama y se llevó a cabo en total secreto sin notificar al gobierno pakistaní. El operativo final duró 45 minutos. El cadáver del terrorista fue sepultado en el mar.[8] Luego de que el presidente hiciera el anuncio oficial de la muerte de Bin Laden, miles de estadounidenses salieron a la calle para celebrar. Un año después, el 6 de noviembre de 2012, Obama fue reelegido para gobernar cuatro años más tras ganar las elecciones en 25 estados y D.C. obteniendo 303 votos electorales frente a los 206 del candidato republicano Mitt Rommey quien solo ganó en 23 estados.[9]

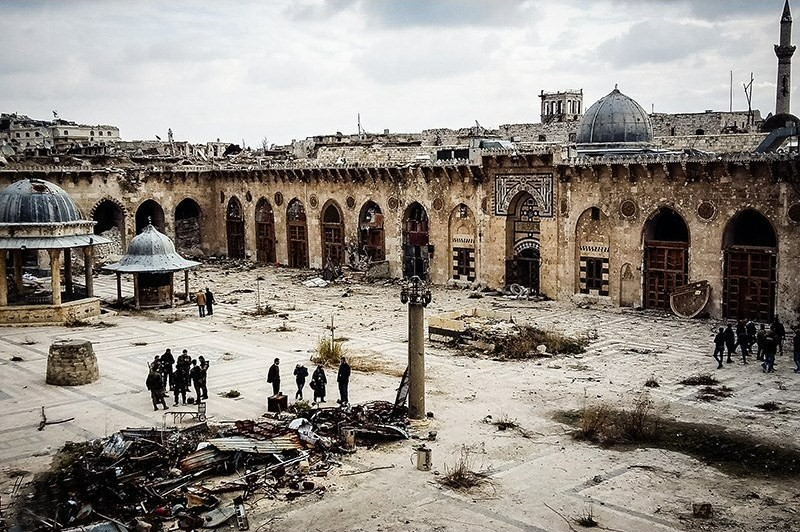
La Gran Mezquita de Alepo durante la guerra civil siria.

- 2012-2013: La rebelión en Siria se convierte en una Guerra Civil; la peor crisis de la década.  Inspirados por las protestas de la Primavera Árabe, en 2011 cientos de miles de sirios salieron a las calles para manifestarse en contra del gobierno de Bashar al-Ásad, quien respondió reprimiendo duramente las protestas. Ante la violencia del gobierno sirio, simpatizantes de la oposición empezaron a armarse. En 2012, los enfrentamientos entre los rebeldes y las fuerzas de seguridad llegaron hasta la capital Damasco y la segunda ciudad del país, Alepo. Para entonces la insurrección ya se había convertido en una guerra civil a la que se le adhirieron características étnicas enfrentando a la mayoría sunita del país con la minoría chiita alauita a la que pertenece al-Ásad. Aunado a esto, potencias regionales e internacionales han ingresado al conflicto. Para finales de la década, la guerra civil siria dejó más de 400,000 muertos y el desplazamiento de más de 5 millones de personas.[10]

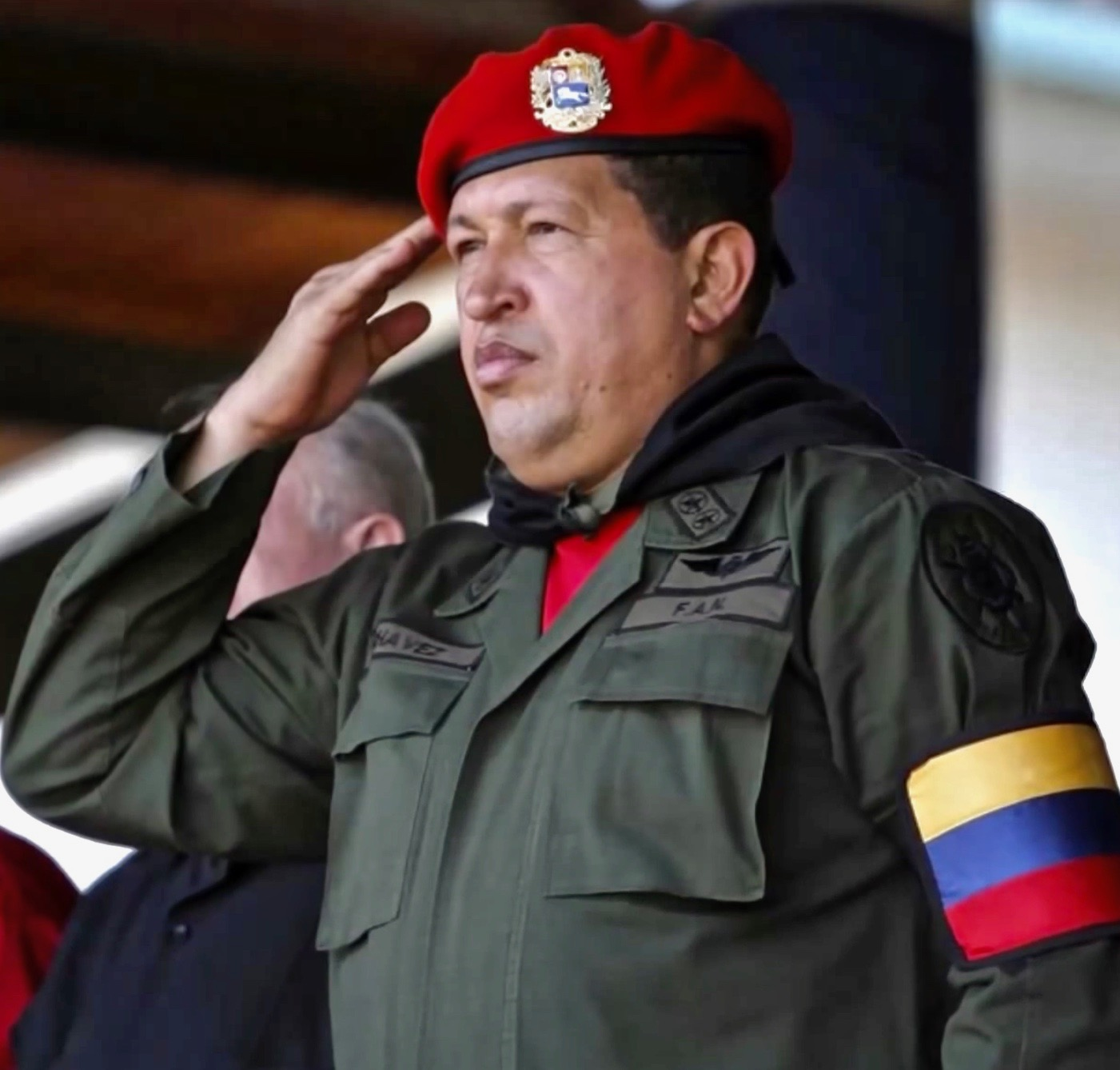
El funeral de Hugo Chávez se convierte en el más multitudinario del.

- 2013: Muere Hugo Chávez líder de la Revolución Bolivariana. Luego de gobernar Venezuela durante 14 años y una batalla contra el cáncer, el 5 de marzo de 2013 fallecía Hugo Chávez a los 58 años. El suceso causó caos en el país y ataques de histeria colectiva. En su funeral asistieron más de 50 presidentes y dirigentes mundiales y alrededor de 7 millones de personas, convirtiéndose en uno de los más grandes de la historia. Su muerte desencadenó la actual Crisis de Venezuela con su sucesor Nicolás Maduro. Chávez se convirtió en el máximo artífice de la izquierda latinoamericana y su muerte marcaría los últimos años del socialismo del siglo XXI.
- 2013: Francisco, el primer papa americano. Tras la renuncia del papa Benedicto XVI, el 13 de marzo de 2013, el cardenal argentino Jorge Mario Bergoglio es elegido sumo pontífice bajo el nombre de Francisco.
- 2013-2015: Crisis ucraniana. Las protestas del Euromaidán en Ucrania estallaron en noviembre de 2013 luego de que el presidente Viktor Yanukóvich se negara a firmar un acuerdo con la Unión Europea por presiones del gobierno ruso. Tras meses de movilizaciones Yanukóvich huyó del país. En marzo de 2014, fuerzas militares rusas tomaron el control de Crimea, la cual se anexó mediante un referéndum que Ucrania y la comunidad internacional desconocieron. En abril, el gobierno ucraniano emprendió su primer operativo armado formal contra los rebeldes prorrusos que tomaron edificios gubernamentales en todo el este de Ucrania, menos de un mes después los separatistas de las regiones de Donestk y Lugansk declararon su independencia tras unos referéndums no reconocidos. Mientras tanto en Kiev, Petró Poroshenko fue electo presidente y firmó un acuerdo de asociación con la Unión Europea. Luego de meses de alta tensión, en septiembre, Ucrania y los separatistas prorrusos acordaron un alto al fuego total, sin embargo el conflicto continúa desde entonces.[11]
- 2014-2016: Epidemia de ébola en África. La epidemia de ébola de 2014 a 2016 es el actual y mayor brote epidémico de enfermedad por el virus del ébola, originado en diciembre de 2013 en Guinea, y extendido posteriormente a Liberia, Sierra Leona, Nigeria, Senegal, Estados Unidos y España. Hacia el 10 de octubre de 2014, según la Organización Mundial de la Salud (OMS), se habían registrado 8400 infecciones y 4033 muertes en todo el mundo a causa de este brote, ocurriendo la mayoría de ellos en los países del África Occidental.
- 2014: Guerra Civil en Yemen: Estalla una guerra civil en Yemen entre el gobierno oficial y la agrupación rebelde conocida como Hutíes que en poco tiempo llevaría a una guerra de mayor dimensión internacional con la intervención de Arabia Saudita y una coalición a pedido del jefe de Estado de Yemen.
- 2014: Profundización de la Guerra Civil Libia: Luego de la intervención militar internacional llevada a cabo por la OTAN en 2011 que derrocó al jefe de Estado libio Gadaffi se produce una escisión que se profundiza en el país y lleva a una guerra civil llegando al punto que en 2014 el país se divide en al menos dos gobiernos, uno con sede en Trípoli como capital (apoyado y reconocido por las Naciones Unidas) y el otro con sede en Tobruk y apoyado y reconocido por algunos países como Rusia.
- 2014: Guerra contra Estado Islámico: En 2014 Irak es asediado por yihadistas radicales con una ideología y religión musulmana extremista llamada Estado Islámico (ISIS) que busca expandirse a territorio iraquí y sirio, a pedido de ayuda del gobierno iraquí (que estaba siendo diezmado por la agrupación radical que controla vastos territorios y amenaza con tomar el poder del gobierno oficial) Estados Unidos con una coalición interviene y en 2017 logra vencer al grupo radical de Irak, en Siria lo logra vencer dos años después. Rusia y otras potencias como Irán intervienen militarmente en el conflicto para ayudar a Siria que también esta azotada por el ISIS. El ISIS ocupa otras regiones de Medio y Lejano Oriente, África y Sudeste de Asia, territorios que para el año 2019 perdió considerablemente y su influencia y poder se derrotaron militarmente.

### De 2015 a 2019
- 2015: Matanza terrorista en París 13-N. El viernes 13 de noviembre de 2015, un grupo de terroristas yihadistas armados con armas automáticas y cinturones explosivos atacaron varios objetivos en los alrededores de París de forma coordinada, matando al menos a 130 personas e hiriendo a cientos. Fue el atentado terrorista más mortífero en Europa desde los atentados terroristas perpetrados por Al Qaeda el 11 de marzo de 2004 en Madrid. Tres terroristas se inmolaron fuera del Stade de France, en el suburbio parisino de Saint-Denis; el presidente de Francia, François Hollande era uno de los miles de personas en el interior del estadio viendo el partido de fútbol que enfrentaba a los galos y Alemania. En París, decenas de personas murieron cuando los terroristas abrieron fuego contra los cafés y restaurantes llenos de gente en los distritos X y XI. Pero la mayor masacre se produjo cuando un trío de hombres armados atacó la sala de conciertos Bataclan, lugar en donde fueron asesinadas 89 personas mientras estaba actuado el grupo de rock estadounidense Eagles of Death Metal. Ese comando terrorista ocupó Bataclan durante más de dos horas, tomó rehenes y empezó a disparar mortalmente, antes de que la policía francesa irrumpieron en el edificio. Dos de los atacantes detonaron cinturones suicidas y el tercero fue asesinado por las fuerzas de seguridad. El Estado Islámico de Irak y el Levante (ISIL, también conocida como ISIS) se atribuyeron la responsabilidad de la cadena de atentados, y Hollande declaró que Francia estaba «en guerra» contra el grupo. Durante los días siguientes, aviones franceses bombardearon objetivos en las zonas controladas por el ISIL en Siria e Irak, se movilizaron más de 100.000 agentes de seguridad y la policía hizo decenas de redadas en lugares de toda Francia y Bélgica en busca de los presuntos autores y cómplices.[12]
- 2016: Triunfo del Brexit. El 23 de junio de 2016 se celebró en Reino Unido y Gibraltar un referéndum sobre la pertenencia del Reino Unido a la Unión Europea. A pesar de que los sondeos vaticinaban el triunfo del sí a la permanencia, la opción del no se impuso con más de 17 millones de votos (51.89%) frente a los poco más de 16 millones de votos (48.11%) a favor de la permanencia. Tras darse a conocer los resultados, el primer ministro David Cameron, partidario de la permanencia, anunció que dimitiría a su cargo en octubre de ese mismo año.[13] Theresa May sustituyó a Cameron y trato de negociar un acuerdo de separación, sin embargo renunció al cargo en 2019 sin poder solventar las circunstancias.[14] May fue sustituida en su puesto por Boris Johnson, político que apoyó la idea del Brexit desde un inicio, quien finalmente consiguió un acuerdo de salida que se concretó el 31 de enero de 2020.Ceremonia de apertura de los Juegos Olímpicos de Río de Janeiro.

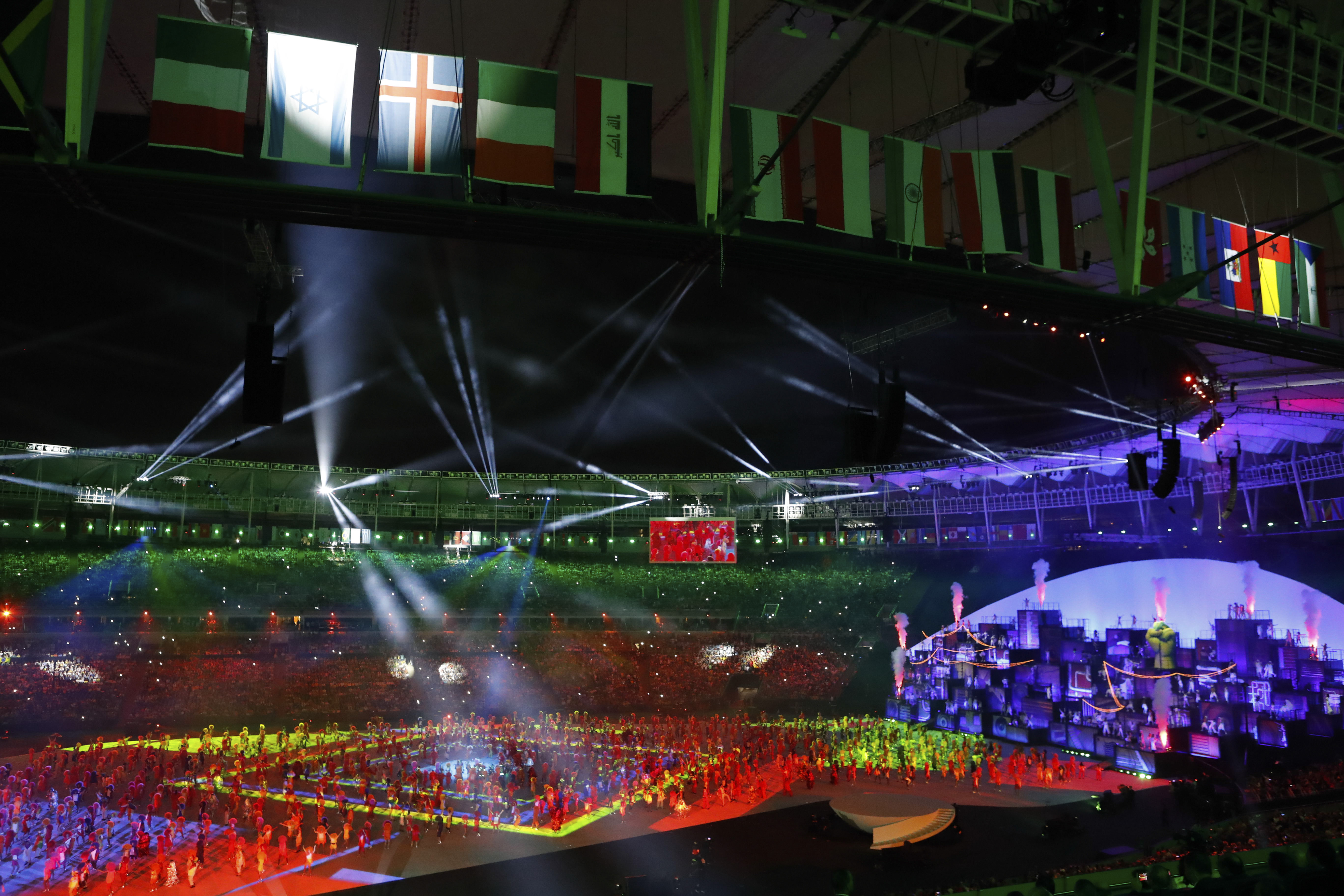
Ceremonia de apertura de los Juegos Olímpicos de Río de Janeiro.

- 2016: Río 2016, los primeros Juegos Olímpicos en Sudamérica. Entre el 5 y el 21 de agosto, se efectuaron los Juegos Olímpicos de Río de Janeiro 2016, los primeros juegos realizados en América del Sur, en medio del proceso de destitución de la presidenta Dilma Rousseff, quien suspendida de sus funciones no pudo inaugurar los Juegos, sino el presidente interino Michel Temer. En estos Juegos se destacaron las participaciones de Michael Phelps, Simone Biles, Elaine Thompson, Almaz Ayana y Usain Bolt.Donald Trump, toma la posesión de la presidencia de los Estados Unidos el 20 de enero de 2017.

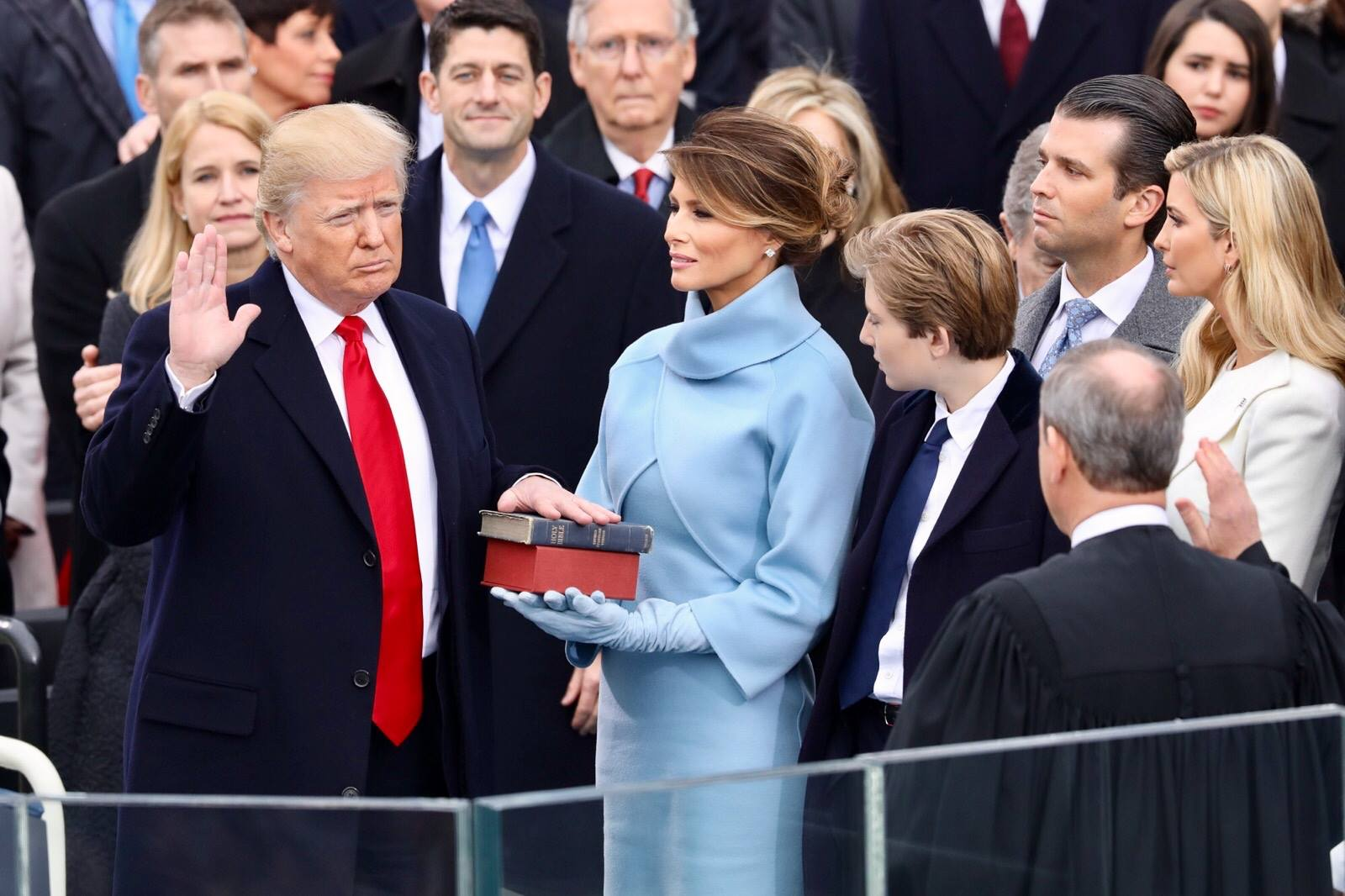
Donald Trump, toma la posesión de la presidencia de los Estados Unidos el 20 de enero de 2017.

- 2016: Donald Trump elegido 45.º presidente de los Estados Unidos.[15] La mayoría de las encuestas y expertos lo daban por perdedor, pero el 8 de noviembre de 2016, el polémico candidato del partido republicano Donald Trump sorprendió al mundo ganando las elecciones presidenciales en Estados Unidos venciendo a la demócrata Hillary Clinton. Si bien Trump perdió en el voto popular, logró ganar la presidencia gracias al sistema del colegio electoral estadounidense superando los 270 votos electorales mínimos tras obtener la mayoría de votos en varios estados clave, incluyendo estados que tradicionalmente votaban por los demócratas.Los autores de los atentados en Bruselas filmados en el aeropuerto.

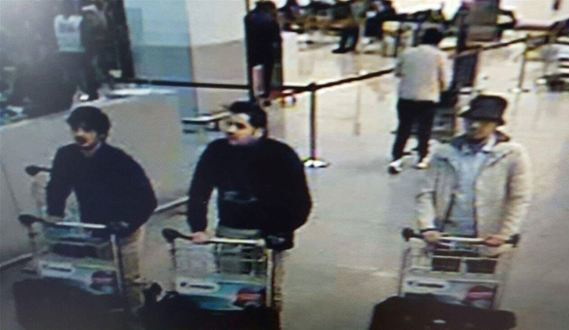
Los autores de los atentados en Bruselas filmados en el aeropuerto.

- 2016-2017: Escalada terrorista del Estado Islámico en Europa.[16] Durante los años 2016 y 2017, Europa fue golpeada por una serie de atentados yihadistas. El 22 de marzo de 2016, ataques con explosivos en Bruselas, Bélgica, dejaron 32 muertos. El 14 de julio, un hombre mató 84 personas tras embestirlas con un camión en Niza, Francia, durante las celebraciones de ese día. Cinco meses después, el 19 de diciembre, de nuevo un camión embistió contra una multitud, esta vez en Berlín, Alemania, provocando la muerte de 12 personas. Apenas iniciado el 2017, el 1 de enero, un hombre ingresó a una discoteca en Estambul, Turquía, y abrió fuego contra los clientes asesinado a 39 personas. El 22 de marzo, en el puente de Westminster, Londres (Reino Unido), un hombre embistió con un 4x4 a las personas que cruzaban el puente matando a dos, y posteriormente apuñaló a un policía que vigilaba la entrada al Parlamento británico. Finalizando un concierto de la cantante Ariana Grande en Mánchester, Reino Unido, ocurrido el 23 de mayo, un terrorista se inmoló con una carga explosiva casera provocando la muerte de 22 personas. El 3 de junio, nuevamente en Londres, tres terroristas embistieron con una furgoneta a los peatones que había en el Puente de Londres para después bajarse con machetes y apuñalar a varias personas, siete personas murieron.
- 2017: Protestas en Venezuela y crisis migratoria. Desde que el Tribunal Supremo de Justicia de Venezuela, decidiera aplicar la sentencia 156 que establece garantizar que las competencias parlamentarias sean ejercidas por dicho ente judicial, y se le atribuyeran las facultades democráticas al gobierno de Nicolás Maduro, las reacciones no se hicieron esperar, pues esta decisión fue considerado como “autogolpe de Estado”. Es por ello, que en abril, miles de venezolanos salieron a protestar a las calles, en rechazo a la decisión del TSJ, y exigiendo la salida de Maduro del poder, pero estas protestas fueron reprimidas con mucha violencia por las fuerzas del orden. Este episodio, desataría, más adelante, una crisis migratoria en dicho país, pues miles de venezolanos decidieron salir de su país ante la violencia y la crisis económica y política que atraviesa la Nación, llegando a exiliarse a diferentes países de Latinoamérica.
- 2017: Terremoto de Puebla. Exactamente 32 años después del terremoto de 1985, el 19 de septiembre de 2017 ocurrió un nuevo sismo de magnitud 7.1 en la escala de Richter con epicentro en Puebla, México. El número de víctimas mortales fue de más de 350 personas, la mayoría de ellas en la Ciudad de México, debido a su mayor densidad de población, aunque también sufrieron daños materiales y víctimas mortales otras localidades como el Estado de México, Morelos o Puebla.[17]
- 2018: Reunión de Donald Trump con Kim Jong-un. El presidente de Estados Unidos, Donald Trump, llegó al país de Singapur, para reunirse con su homólogo de Corea del Norte, Kim Jong-un, el 12 de junio, para abordar sobre algunos temas políticos, económicos y sociales, convirtiéndose en el primer mandatario estadounidense que se reúne con un mandatario norcoreano.
- 2018: Intento  de asesinato de Nicolás Maduro. En agosto de 2018, mientras el presidente Nicolás Maduro, daba su mensaje a la Nación por la celebración de los 81 años de la Guardia Bolivariana, un par de drones suicidas hicieron explotar a escasos metros del podio presidencial donde Maduro leía su discurso. Esto provocó que el presidente Maduro acusara a Colombia y a Estados Unidos, de un intento de asesinato en su contra.
- 2019: Crisis presidencial de Venezuela. Para el año de 2019 Venezuela ya vivía años de una profunda crisis política, económica y social. El 10 de enero de 2019, el presidente Nicolás Maduro tomó posesión de su segundo mandato aunque fue desconocido por la oposición y varios gobiernos del mundo pues consideraban que las elecciones en las que había resultado reelecto habían sido fraudulentas. En este contexto el presidente de la Asamblea Nacional, Juan Guaidó, es proclamado presidente encargado el 23 de enero y es reconocido como jefe de Estado por más de cincuenta países, entre ellos Estados Unidos. El 23 de febrero, simpatizantes del gobierno impidieron la entrada de ayuda humanitaria al país incendiando camiones que la transportaban, esto luego de que el gobierno se opusiera a cualquier asistencia extranjera en la crisis. En la madrugada del 30 de abril, Guaidó junto con el líder opositor Leopoldo López, hasta entonces en prisión domiciliaria, y un grupo de militares anunciaron un levantamiento contra el gobierno de Maduro, sin embargo este no logró concretarse. Para finales de año la situación no logró resolverse y se estima que más de 4 millones de venezolanos habían emigrado a causa de las condiciones de hiperinflación, la escasez de productos y suministros básicos y la violencia que se vive en su país natal.[18]
- 2019: Estallido social en Chile. Las manifestaciones en Chile de 2019 iniciaron cuando el gobierno del presidente Sebastián Piñera anunció un aumento de 30 pesos al precio del pasaje del metro, que de por sí ya era costoso. Ante esto, estudiantes chilenos realizaron evasiones masivas en el metro a modo de protesta el 7 de octubre. Las manifestaciones pronto escalaron y algunas se tornaron violentas en las que varias estaciones del metro fueron destruidas y comercios fueron saqueados. El gobierno entonces decretó estado de emergencia, lo que significó el despliegue de los militares quienes, además, ordenaron un toque de queda, lo que enardeció aún más los ánimos de los chilenos. El presidente Piñera se vio obligado a ceder y el 19 de octubre anunció la marcha atrás en el alza en la tarifa del metro, sin embargo esta medida no logró parar las manifestaciones. A las protestas se le añadieron nuevas demandas como cambios profundos en las políticas de pensiones, mejoras en los sistemas de salud y educación, y la redacción de una nueva constitución, todo esto en un país extremadamente desigual.[19] El 25 de octubre se llevó a cabo la llamada marcha más grande de Chile en la cual más de un millón de personas se reunieron en la capital Santiago para manifestarse contra el gobierno.[20] Finalmente el gobierno cedió y convocó a un referéndum para decidir si se elaboraría o no una nueva carta magna, este se realizaría el 26 de abril del año siguiente, aunque debido a la pandemia de Covid-19 este tuvo que aplazarse.
- 2019: Comienzan los brotes de Coronavirus (COVID-19) en China. El 31 de diciembre, autoridades chinas informaron a la Organización Mundial de la Salud que 41 personas habían sido diagnosticadas con virus desconocido y siete de ellos se encontraban en estado grave. Todos estos casos habían sido encontrados en la ciudad de Wuhan. Los infectados habían empezado a presentar síntomas desde el 8 de diciembre y habían estado expuestos al mercado mayorista de mariscos de la ciudad.[21] Tiempo después se descubriría que este virus era un nuevo tipo de coronavirus que sería bautizado como SARS-CoV-2 causante de la enfermedad Covid-19, este se expandiría rápidamente por el mundo y provocaría una pandemia global que marcaría el inicio de los años 2020.

## Nuevos estados y nuevas autonomías
- Sudán del Sur se independiza formalmente el 9 de julio de 2011.
- Siria del Noreste (2013-) es autoproclamado una región autónoma durante la guerra civil siria, inicialmente con la intención de formar el Kurdistán, pero desde 2018 busca ser uan región autónoma dentro de Siria a semejanza del Kurdistán Iraquí.
- Estado Islámico (2014-2019) es autoproclamado califato durante la guerra civil siria con la intención de expandirse por todo el mundo árabe.
- República Popular de Donetsk (2014-2022) es autoproclamado en la guerra del Dombás con la intención de crear la Nueva Rusia.
- República Popular de Lugansk (2014-2022) es autoproclamado en la guerra del Dombás con la intención de crear la Nueva Rusia.
- República Libre de Liberland (2015-) es autoproclamado en un área disputada entre Croacia y Serbia.

## Cronología

### Año 2010
- Atentados del Metro de Moscú. Asesinadas 40 personas.
- La Revolución kirguisa derroca al presidente Kurmanbek Bakíev.
- Muerte del presidente polaco Lech Kaczyński en un accidente aéreo.
- David Cameron: primer ministro del Reino Unido.
- Derrumbe de la mina San José atrapa a 33 mineros chilenos durante 69 días.
- Funeral de Néstor Kirchner.
- Crisis económica y social en Grecia.
- Filtración más grande de la Historia realizada por WikiLeaks.
- Relevos presidenciales en Latinoamérica: Sebastián Piñera (Chile), Juan Manuel Santos (Colombia) y José Mujica (Uruguay).
- China se convierte en la segunda potencia económica mundial.
- Inauguración del Burj Khalifa: Nuevo edificio más alto del mundo.
- Le otorgan el Premio Nobel de Literatura al novelista y ensayista peruano, Mario Vargas Llosa.
- El terremoto de Haití devasta el país, provoca la muerte de más de 250.000 personas y una catástrofe humanitaria.
- El terremoto de Chile (mayor terremoto americano desde el terremoto de Alaska de 1964).
- La erupción del Eyjafjalla paraliza el tráfico aéreo europeo debido a las cenizas.
- Explosión de Deepwater Horizon, se convierte en la mayor explosión de derrame de la historia de Estados Unidos.

Principales referencias:

### Año 2011
- Dilma Rousseff: Primera presidenta de Brasil.
- Estonia adopta el euro como moneda oficial.
- Primavera Árabe:
  - La Revolución tunecina derroca a Ben Ali tras 24 años en el poder.
  - La Revolución Egipcia derroca a Hosni Mubarak tras 29 años en el poder.
- El terremoto y tsunami de Japón provocan 20 000 muertes y el accidente nuclear de Fukushima.
- Guerra civil siria: Intento de derrocar al gobierno de la Familia Ásad.
- Intervención militar en Libia: Estados Unidos y Reino Unido bombardean Trípoli.
- La Unión Europea rescata a Portugal para evitar su bancarrota.
- Muerte de Osama bin Laden en Pakistán.
- Palestina: nuevo estado aprobado por la ONU.
- Movimiento Occupy Wall Street en Estados Unidos.
- Movilización mundial del 15 de octubre de 2011.
- La Guerra Civil en Libia finaliza tras el derrocamiento y asesinato de Muamar el Gadafi tras 42 años en el poder.
- La banda terrorista ETA anuncia «el cese definitivo de su actividad armada».
- Silvio Berlusconi dimite. Mario Monti: primer ministro de Italia.
- Mariano Rajoy: presidente del gobierno español.
- Kim Jong-il fallece tras 17 años como líder de Corea del Norte, le sucede su hijo Kim Jong-un.
- Estados Unidos se retira definitivamente de Irak, finalizando la guerra de Irak tras 8 años.
- Asesinato de Facundo Cabral.
- Fallecen Steve Jobs y Amy Winehouse —a los 27 años—.

Principal referencia:

### Año 2012
- Megaupload es cerrado por el FBI.
- Charles Ghankay Taylor (expresidente de Liberia) es sentenciado a 50 años de prisión.
- Primavera Árabe: La Revolución yemení derroca a Ali Abdullah Saleh.
- Guerra civil en Malí derroca al gobierno de Amadou Toumani Touré.
- François Hollande: presidente de Francia tras derrotar a Nicolas Sarkozy.
- Mohamed Morsi: primer presidente democrático de la historia de Egipto.
- Julian Assange consigue asilo diplomático en Ecuador.
- Myanmar celebra sus primeras elecciones libres.
- Vladímir Putin regresa a la presidencia de Rusia.
- Fernando Lugo: destituido como presidente de Paraguay.
- Curiosity llega a Marte.
- El Bosón de Higgs es descubierto.
- WhatsApp revoluciona la mensajería instantánea móvil.
- Felix Baumgartner: primer humano en romper la barrera del sonido en caída libre.
- El Huracán Sandy deja 219 muertos en Estados Unidos.
- Mueren 32 personas en el naufragio del crucero Costa Concordia.
- Fallecen 51 personas y unas 700 resultan heridas en un accidente ferroviario en la estación Once de Buenos Aires (Argentina).

Principal referencia:

### Año 2013
- Renuncia de Benedicto XVI de su cargo como Papa.
- Francisco: primer Papa americano.
- Horacio Cartes: presidente de Paraguay.
- Hugo Chávez muere de cáncer.
- Nicolás Maduro: presidente de Venezuela.
- Se profundiza la crisis de Venezuela.
- Xi Jinping: presidente de China.
- Atentado de la maratón de Boston.
- Colapso de un edificio en Savar, Bangladés.
- Integración de Croacia en la Unión Europea.
- La guerra civil siria contabiliza 100 000 muertes.
- Golpe de Estado en Egipto: derrocamiento de Mohamed Morsi.
- Edward Snowden filtra documentos clasificados (Entre ellos sobre el programa PRISM).
- Nairobi (Kenia): Asesinadas 72 personas por el grupo terrorista Al-Shabaab en el centro comercial Westgate.
- Estalla el Euromaidán en Ucrania.
- Muerte y funeral de Nelson Mandela en Sudáfrica.
- La Voyager 1 se convierte en el primer objeto humano que se aleja del sistema solar.
- El Tifón Haiyan provoca 6000 muertes en Filipinas.

Principal referencia:

### Año 2014
- Letonia: el Euro como moneda oficial.
- Protestas de Venezuela. Inicio del declive del Chavismo.
- El Parlamento de Ucrania destituye al presidente Víktor Yanukóvich.
- Adhesión de Crimea a Rusia.
- Guerra del Dombás e inicio de la Guerra ruso-ucraniana.
- Michelle Bachelet: presidenta de Chile.
- Abdicación de Juan Carlos I. Su hijo Felipe VI es proclamado Rey de España.
- El Estado Islámico es autoproclamado Califato en Siria e Irak.
- Referéndum por la independencia de Escocia: Victoria del No.
- Relaciones diplomáticas entre Cuba y Estados Unidos son restablecidas.
- 2013-2017: Guerra civil en Irak, Ascenso del Estado Islámico.
- 2014-2020: Segunda guerra civil libia, crisis interna en el país tras la muerte de Gadafi.
- Reelección de Juan Manuel Santos (Colombia) y Dilma Rousseff (Brasil).
- El One World Trade Center es el edificio más alto de Occidente.
- 2014-2016:
  - Epidemia de ébola en África.
- Nigeria: 276 alumnas son secuestradas por el grupo terrorista Boko Haram.
- Desaparición de los 43 estudiantes normalistas de Ayotzinapa (México).

Principal referencia:

### Año 2015
- Lituania: el Euro como moneda oficial.
- Fallece el rey Abdalá bin Abdulaziz tras 10 años de reinado, le sucede Salmán bin Abdulaziz.
- Atentado contra Charlie Hebdo: Asesinadas 12 personas.
- Alexis Tsipras: primer ministro de Grecia.
- Asesinato del opositor ruso, Borís Nemtsov.
- Tabaré Vázquez ejerce por segunda vez la presidencia de Uruguay.
- Aprobación del matrimonio homosexual en Estados Unidos.
- Crisis migratoria en Europa, la mayor desde la Segunda Guerra Mundial.
- Atentados de París: Asesinadas 130 personas.
- Mauricio Macri: presidente de Argentina.
- Justin Trudeau se convierte en primer ministro de Canadá.
- La Mesa de la Unidad Democrática gana la mayoría de los escaños, derrotando al chavismo y sufriendo su primera derrota electoral desde 1999.
- Arabia Saudita, lanza una intervención militar en Yemen.
- Exposición Universal de Milán.
- Vuelo 9525 de Germanwings se estrella. Mueren sus 150 ocupantes.
- El terremoto de Nepal deja 8.500 muertos y 300.000 casas destruidas.

Principal referencia:

### Año 2016
- Barack Obama visita Cuba luego de 88 años sin viajes presidenciales.
- Atentados de Bruselas: Asesinadas 35 personas.
- Guerra de los cuatro días entre Armenia y Azerbaiyán.
- Masacre de la discoteca Pulse de Orlando: Asesinadas 50 personas.
- Brexit: victoria del Referéndum para la salida del Reino Unido de la Unión Europea.
- David Cameron dimite. Theresa May: Primera ministra del Reino Unido.
- Atentado del Aeropuerto de Estambul: Asesinadas 45 personas.
- Atentado de Niza: Asesinadas 87 personas.
- Intento de golpe de Estado en Turquía contra Erdoğan fracasa.
- Dilma Rousseff es destituida como presidenta de Brasil, Michel Temer asume interinamente la presidencia.
- Firma de los acuerdos de paz entre el gobierno colombiano y las FARC-EP; Plebiscito sobre ellos: Victoria del no. Renegociación y aprobación.
- Muere el Rey Bhumibol Adulyadej. Monarca más longevo durante 70 años.
- Mariano Rajoy: reelecto presidente del gobierno español, tras estar 315 días en funciones.
- Victoria de Donald Trump en las elecciones presidenciales de 2016 tras vencer a la primera mujer candidata, Hillary Clinton.
- Fallece el expresidente de Cuba y líder de la Revolución cubana, Fidel Castro.
- Atentado de Berlín: Asesinadas 12 personas.
- Accidente aéreo del equipo Chapecoense. Mueren 71 de los 77 pasajeros.
- Terremoto en las provincias ecuatorianas de Manabí y Esmeraldas: El desastre deja 670 muertos.

Principal referencia:

### Año 2017
- Escalada terrorista del Estado Islámico en Europa:
  - Atentado de Estambul.
  - Atentado de Westminster.
  - Atentado de Estocolmo.
  - Atentado del Manchester Arena durante un concierto de Ariana Grande.
  - Atentado de Londres.
  - Atentado en Las Ramblas de Barcelona.
- Protestas en Venezuela.
- Donald Trump: presidente de los Estados Unidos.
- Genocidio rohinyá causa un éxodo masivo en Myanmar.
- Robert Mugabe (Presidente de Zimbabue desde 1980) abandona su cargo tras un golpe de Estado.
- Bombardeo de Shayrat por Estados Unidos al ejército de Bashar al-Ásad.
- Lenín Moreno: presidente de Ecuador.
- Emmanuel Macron: presidente de Francia tras vencer a Marine Le Pen.
- Corea del Norte lanza un misil balístico intercontinental con éxito.
- Referéndum inconstitucional por la independencia de Cataluña.
- La NASA descubre planetas con posibilidades de agua en torno a TRAPPIST-1.
- WannaCry realiza un ciberataque en más de 100 países.
- La CRISPR corrige enfermedades heredadas en embriones humanos.
- Surge el movimiento Me Too.
- México:
  - 7 de septiembre: Terremoto de 8.2 en el estado de Chiapas.
  - 19 de septiembre: Terremoto de 7.1 en el estado de Puebla.

Principal referencia:

### Año 2018
- George Weah: presidente de Liberia.
- Lula da Silva,expresidente de Brasil, ingresa en prisión por cargos de corrupción.
- Pedro Pablo Kuczynski dimite a la presidencia del Perú. Martín Vizcarra: Presidente de Perú.
- Protestas en Nicaragua contra la reforma social de Daniel Ortega.
- Bombardeo de Damasco y Homs contra la República Árabe Siria.
- Miguel Díaz-Canel: presidente de Cuba.
- Mariano Rajoy pierde la moción de censura. Pedro Sánchez: presidente del gobierno español.
- Cumbre de Singapur: primera reunión entre Donald Trump y Kim Jong-un.
- República de Macedonia del Norte (Nuevo nombre de Macedonia).
- Movimiento de los chalecos amarillos en Francia.
- Andrés Manuel López Obrador: Primer presidente de izquierda en la historia reciente de México.
- Falcon Heavy es lanzado por parte de SpaceX.
- Fallece el expresidente de Estados Unidos, George H. W. Bush.
- Rescate de la cueva Tham Luang.
- El Anak Krakatoa causa por su erupción el tsunami del estrecho de la Sonda.

Principal referencia:

### Año 2019
- Jair Bolsonaro: presidente de Brasil.
- Asesinadas 21 personas en un atentado terrorista en Bogotá (Colombia).
- Juan Guaidó: presidente interino de Venezuela.
- Cae Al-Baghuz Fawqani. Fin del Califato del Estado Islámico.
- Incendio de la catedral de Notre Dame de París.
- Julian Assange pierde el asilo diplomático de Ecuador y es arrestado.
- Levantamiento contra Nicolás Maduro fracasa.
- Naruhito se convierte el emperador de Japón, comenzando la era Reiwa tras de la abdicación de su padre Akihito.
- Nayib Bukele asume la presidencia de El Salvador luego de treinta años del bipartidismo.
- Boris Johnson se convierte primer ministro del Reino Unido.
- Disolución del Congreso de la República del Perú.
- Abu Bakr al-Baghdadi es eliminado por fuerzas especiales estadounidenses.
- Estallido social en Chile.
- Protestas en Colombia contra el gobierno de Iván Duque.
- «La Revolución de las Pititas» provoca la dimisión de Evo Morales; Jeanine Áñez presidenta interina de Bolivia siendo la segunda mujer que asume la presidencia de la nación.
- Ursula von der Leyen: primera presidenta de la Comisión Europea.
- Alberto Fernández: presidente de Argentina.
- Surge una enfermedad llamada COVID-19 en la ciudad china de Wuhan.
- Durante el año 2019:
  - Protestas en Hong Kong contra la Ley de seguridad nacional aprobada por el Parlamento de China, que prohíbe la subversión, la sedición y la secesión.
- Primera fotografía de un agujero negro hecha por el Event Horizon Telescope.
- Incendios de la selva amazónica.

Principal referencia:

## Cronología de otros eventos que ocurrieron durante la década

### 2010
- El presidente Barack Obama promulga la ley de Reforma Sanitaria.
- Golpe de Estado en Níger.
- Estados Unidos ordena la retirada de todas sus tropas de Irak.
- Se aprueba la Ley de Matrimonio Igualitario en Argentina, convirtiéndose en el primer país en Latinoamérica en legalizar el matrimonio homosexual.
- Fiyi despenaliza la homosexualidad.
- Kathryn Bigelow: primera directora en ganar un Premio Óscar.
- El hundimiento de la plataforma petrolera Deepwater Horizon en el golfo de México provoca una gran marea negra.
- Concluye la construcción de la presa de las Tres Gargantas en China.

### 2011

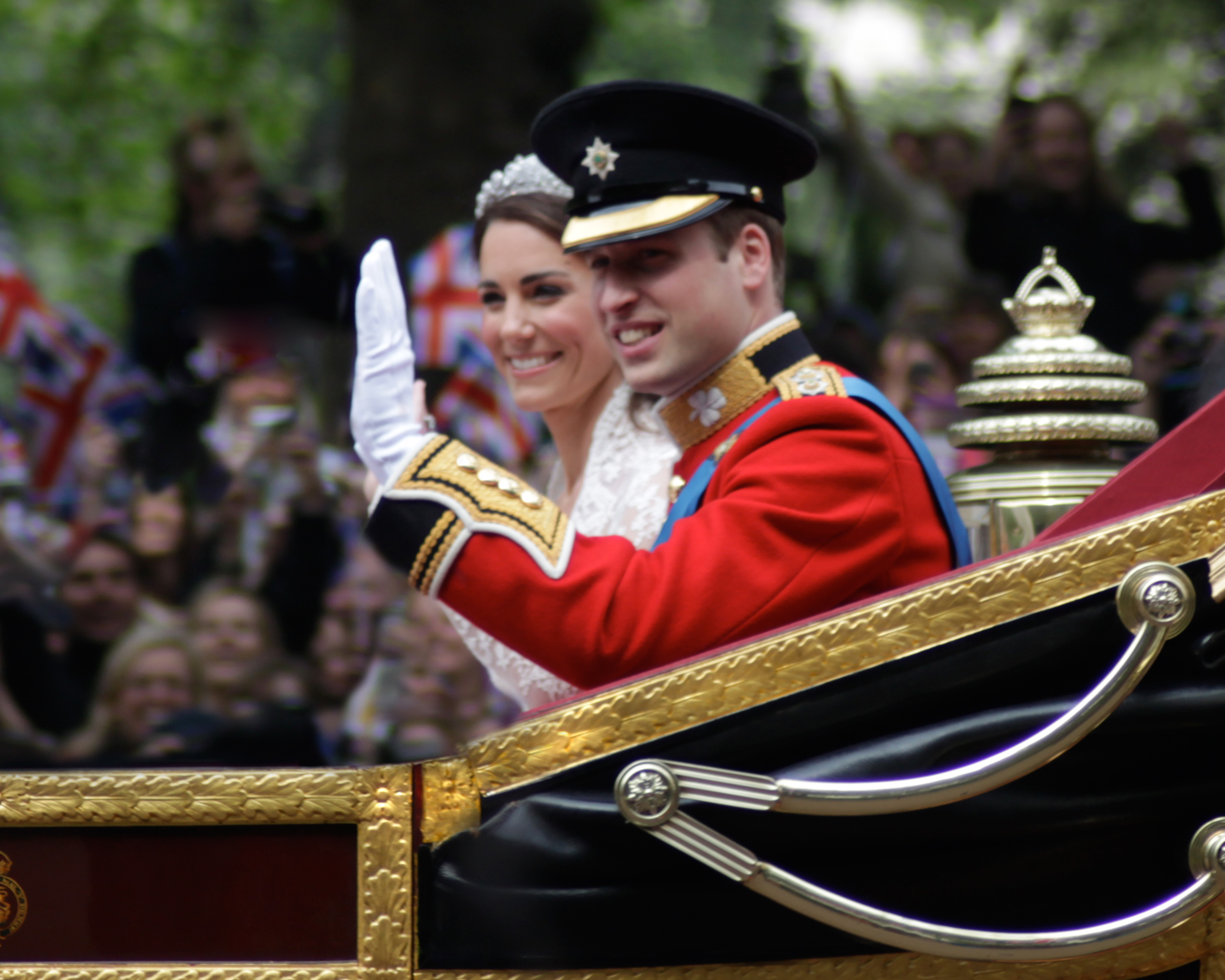
Boda real entre Guillermo de Cambridge y Catherine Middleton.

- Boda real entre Guillermo de Cambridge y Catherine Middleton en Londres.
- Movimiento del 15-M en España.
- Christine Lagarde, se convierte en la primera mujer en ser directora-gerente del FMI.
- Ollanta Humala es elegido presidente del Perú en una segunda vuelta contra Keiko Fujimori.
- Boda del príncipe Alberto II de Mónaco con la nadadora sudafricana Charlene Wittstock.
- Atentados de Noruega protagonizados por Anders Behring Breivik. Mueren 8 personas en Oslo y en la isla de Utoya asesina a 69 jóvenes.
- Reelección de la presidenta de la Argentina, Cristina Fernández de Kirchner.
- Creación de la Alianza del Pacífico.
- Un ataque terrorista en el Casino de Monterrey (México) provoca la muerte de 52 personas.
- Un terremoto de 5.1 sacudió la ciudad de Lorca en la Región de Murcia (España).
- La NASA pone fin a la era de los transbordadores espaciales: el Discovery (marzo), el Endeavour (junio) y el Atlantis (julio).
- Cierra sus puertas el restaurante El Bulli.
- Ana Botella, primera mujer alcaldesa de Madrid.

Principal referencia:

### 2012

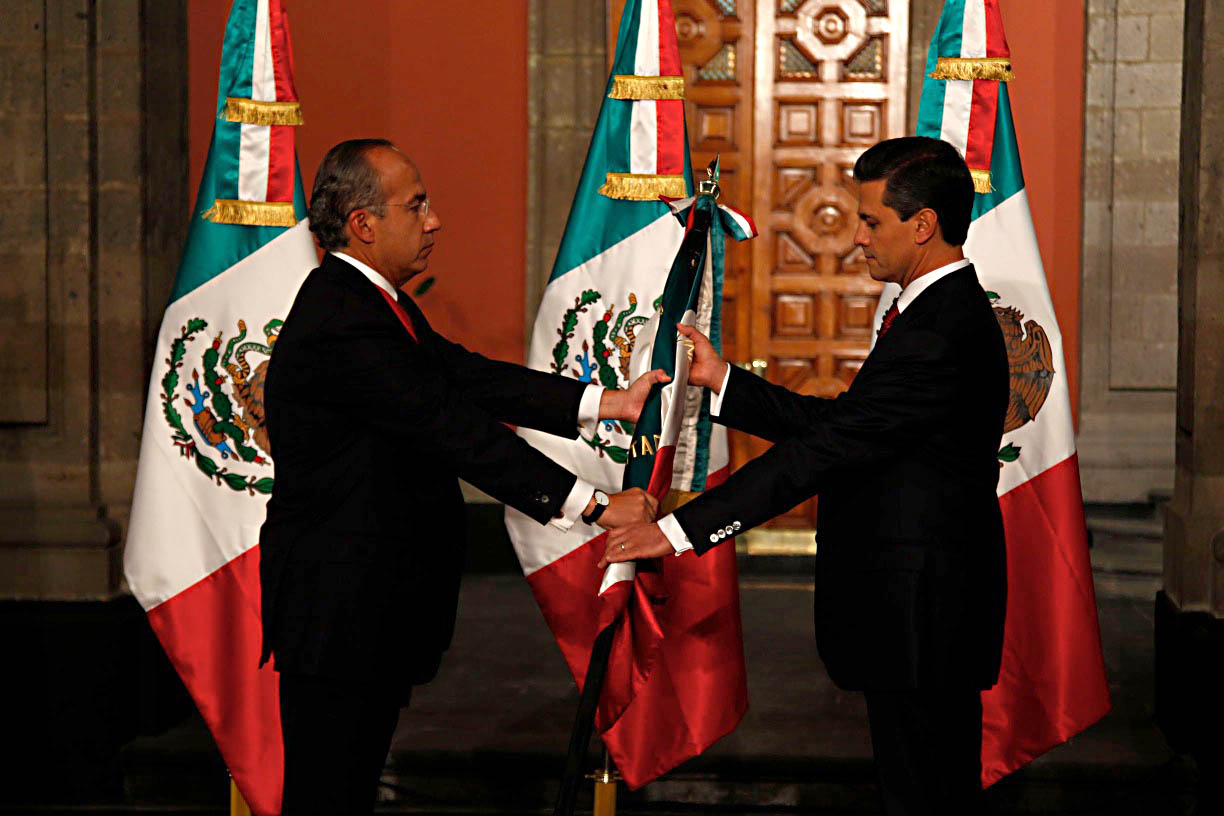
Ceremonia de transición presidencial entre Felipe Calderón Hinojosa y Enrique Peña Nieto.

- Vladímir Putin se convierte por segunda vez en presidente de Rusia, manteniéndose en el poder de forma consecutiva.
- Doce años después, el PRI vuelve a la presidencia de México, Enrique Peña Nieto presidente de la nación.
- Reelección de Barack Obama como presidente de los Estados Unidos, derrotando al republicano Mitt Romney.
- Liu Yang, primera mujer astronauta china en volar al espacio.
- Boda del gran duque heredero Guillermo de Luxemburgo con Estefanía de Lannoy.
- Conmemoración de los 60 años del reinado de Isabel II en Inglaterra.
- Matanza durante el estreno de la película The Dark Knight Rises, deja 12 asistentes muertos en un cine de Aurora, Colorado (Estados Unidos).

### 2013

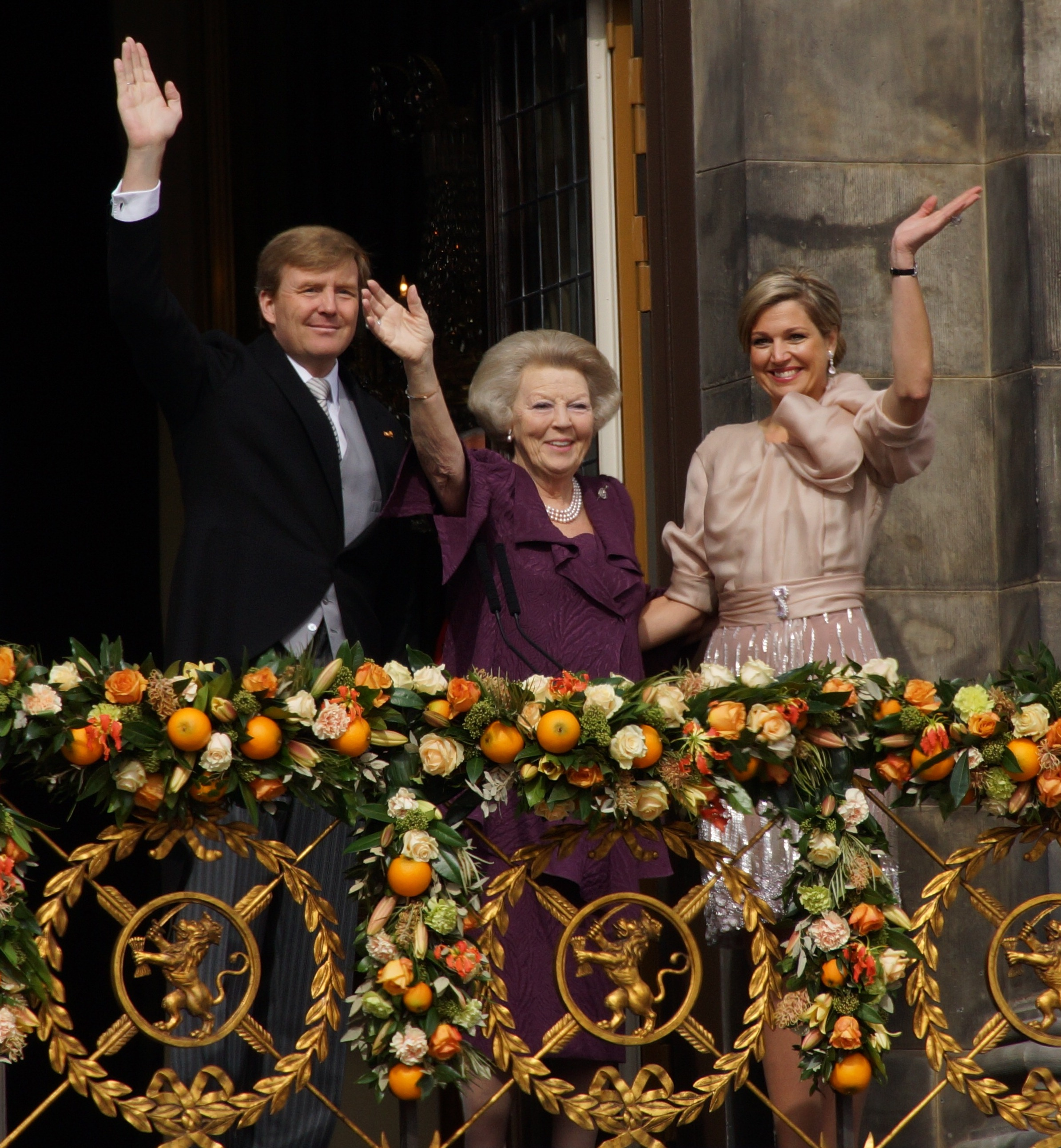
De izquierda a derecha: el rey Guillermo Alejandro de los Países Bajos, la reina Beatriz de los Países Bajos y la reina consorte, Máxima de los Países Bajos.

- 239 personas fallecen en un incendio en una discoteca de Río Grande del Sur (Brasil).
- Park Geun-hye, primera presidenta de Corea del Sur.
- Abdicación de la reina Beatriz de los Países Bajos, tras 33 años de reinado a favor de su hijo Guillermo de Orange-Nassau.
- El rey Alberto II de Bélgica abdica, tras casi 20 años de reinado. Le sucede su hijo Felipe de Bélgica como rey.
- Nacimiento del príncipe Jorge de Cambridge, tercero en la línea de sucesión al trono británico.
- Cae un meteorito en la ciudad de Cheliábinsk, Rusia.

### 2014

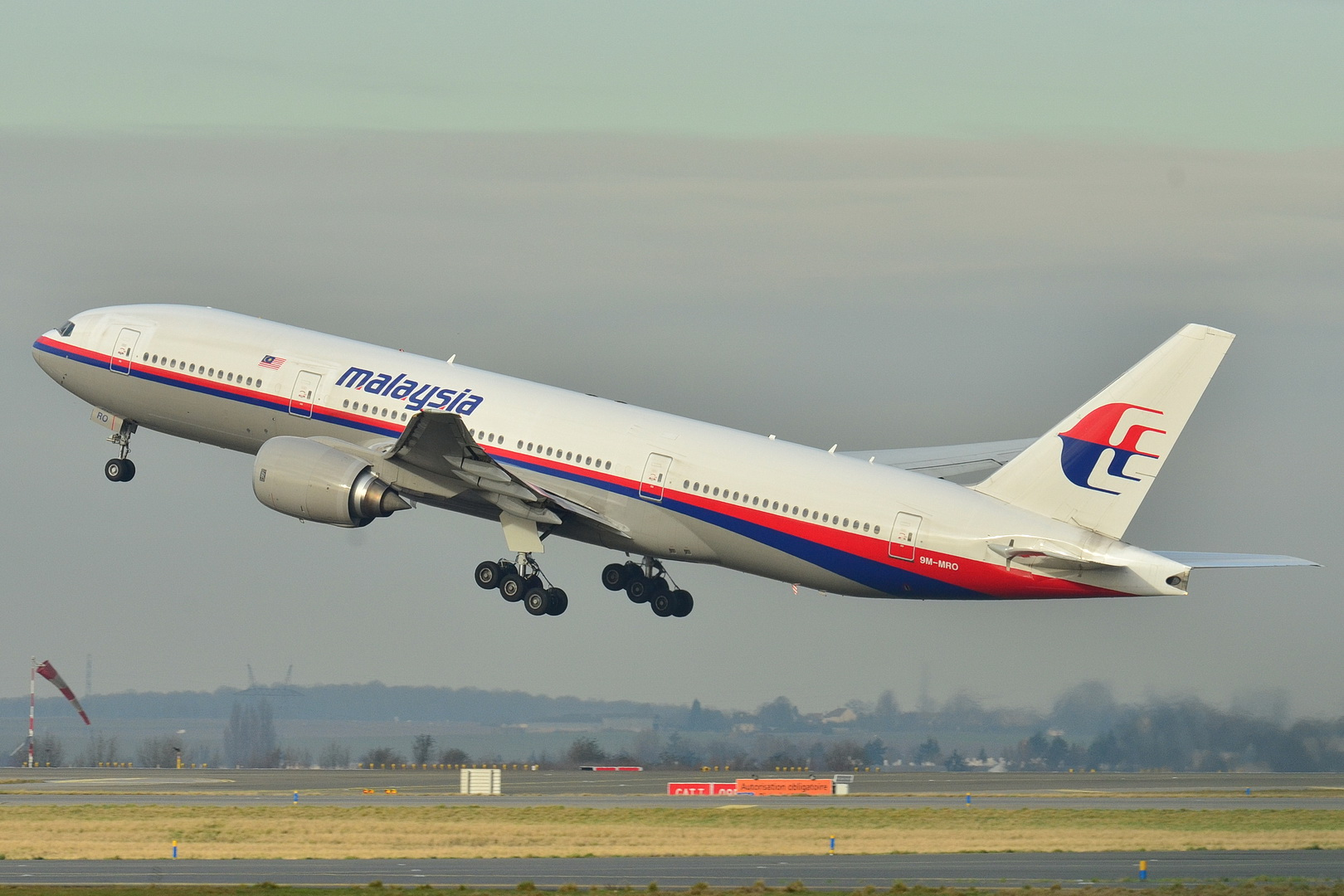
El Vuelo 370 de Malaysia Airlines desaparece en pleno vuelo en el Océano Índico.

- 20 años después, los demócratas (Bill de Blasio) vuelven a la alcaldía de Nueva York.
- Anne Hidalgo, primera mujer alcaldesa de París.
- Se produce un terremoto en la brecha sísmica del norte de Chile, dejando al menos 6 fallecidos y daños asociados al posterior tsunami.
- Una revuelta civil en Burkina Faso acaba con la dictadura de Blaise Compaoré, que duró 27 años.
- Desaparece un avión de la aerolínea Malaysia Airlines.
- Conflicto entre la Franja de Gaza e Israel de 2014.
- Alfonso Cuarón se convierte en el primer latinoamericano ganador del Premio Óscar de la Academia a la Mejor dirección por la película Gravity.
- Derribo del vuelo MH17 sobre Ucrania deja 298 muertos.
- Golpe de Estado en Tailandia, instalación de un gobierno militar.
- Presidentes electos: Juan Carlos Varela (Panamá), Salvador Sánchez (El Salvador) y Luis Guillermo Solís (Costa Rica).

### 2015
- Burkina Faso retorna a la democracia. Roch Marc Christian Kaboré es elegido presidente.
- David Cameron: reelecto como primer ministro del Reino Unido.
- Un terremoto sacude Chile, mueren 16 personas y deja 2400 viviendas destruidas.
- Segunda fuga de Joaquín "El Chapo" Guzmán.
- El huracán Patricia azota costas mexicanas.
- Sale a la luz el escándalo de los correos electrónicos de Hillary Clinton.

### 2016

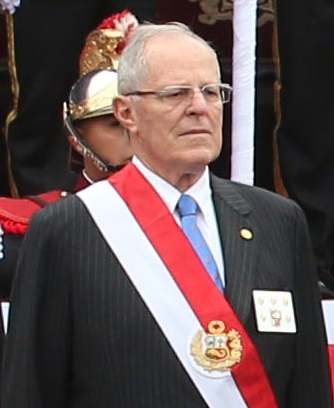
PPK, presidente del Perú (2016-2018).

- Joaquín "El Chapo" Guzmán es recapturado tras un año de su fuga.
- Un adolescente de 18 años perpetra un tiroteo y asesina a 8 personas en un centro comercial en Múnich (Alemania).
- Yahya Jammeh pierde la reelección presidencial de Gambia. Adama Barrow se convierte el tercer presidente de ese país, poniendo fin al gobierno de Jammeh que duró 22 años.
- Pedro Pablo Kuczynski es elegido presidente del Perú.
- El primer ministro de Italia, Matteo Renzi dimite tras la victoria del «no» en un referéndum para una posible reforma constitucional.

### 2017
- Perú:
  - 2017-2020: Crisis política en el Perú.
  - Indulto del expresidente del Perú, Alberto Fujimori.
- Felipe de Edimburgo, consorte de Isabel II del Reino Unido se retira de la vida pública con 96 años.
- Asesinadas 14 personas en un atentado terrorista en el metro de San Petersburgo (Rusia).
- Egipto sufre el peor atentado de su historia al ser asesinadas 311 personas en la mezquita de Al Rauda por terroristas del Estado Islámico.
- Argentina: Desaparición del ARA San Juan.

### 2018
- Disolución de la banda terrorista ETA.
- Boda real del príncipe Enrique de Sussex y la exactriz Meghan Markle.
- Venezuela: Nicolás Maduro sufre un intento de asesinato.
- La Corte Internacional de Justicia niega la demanda de Bolivia contra Chile por la salida al Mar.
- Atentado de Estrasburgo (Francia) por el Estado Islámico. Asesinadas 5 personas.
- Jacob Zuma renuncia a la presidencia de Sudáfrica.
- Relevos presidenciales en América: Sebastián Piñera (Chile), Carlos Alvarado Quesada (Costa Rica), Iván Duque, (Colombia) y Mario Abdo Benítez (Paraguay).
- Por primera vez desde 1949, la Academia sueca pospone la entrega del Premio Nobel de Literatura por la revelación de abusos sexuales e irregularidades en el seno de la institución.
- Fundación del movimiento Fridays For Future por Greta Thunberg en Estocolmo (Suecia).
- Erupción del Volcán de Fuego en Guatemala.

### 2019

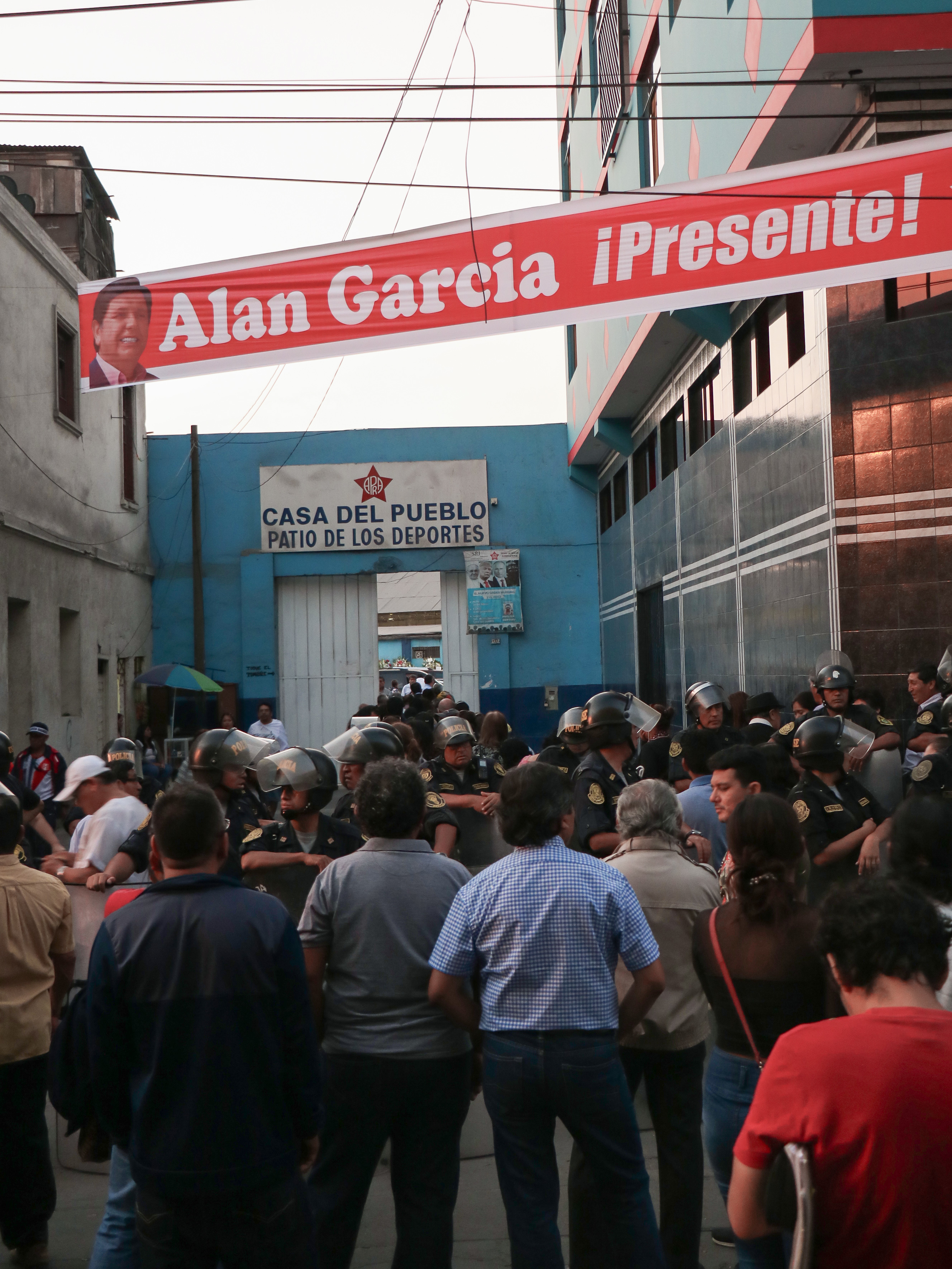
Personas hacen fila en el lugar donde se realiza el funeral del expresidente peruano Alan García.

- Estallan protestas feministas en contra de la inseguridad y el machismo en México.
- Apagón eléctrico Nacional en Venezuela que duraría entre 4 y 5 días.
- Suicidio del líder aprista Alan García, dos veces presidente del Perú (1985-1990 y 2006-2011).
- Dimisión de Abdelaziz Buteflika como presidente de Argelia tras estar al del frente país durante dos décadas.
- Revolución sudanesa, derrocamiento de Omar al Bashir tras 30 años en el poder.
- Atentados a dos mezquitas de Christchurch por un terrorista supremacista australiano. Asesinadas 50 personas.
- Manifestaciones en Puerto Rico obligan a la renuncia del gobernador Ricardo Rosselló.
- Oleada de atentados terroristas en hoteles e iglesias de Sri Lanka.
- Ataque al famoso estudio de animación japonés Kyoto Animation.
- Referéndum de independencia de Bougainville: Victoria del Sí.
- La OEA activa el TIAR, que contempla «el empleo de la fuerza armada» en Venezuela.
- Manifestaciones en Ecuador contra el gobierno de Lenin Moreno.
- Graves disturbios, especialmente en Barcelona por la sentencia del proceso soberanista del 1 de octubre.
- Desaparece avión Hércules de las Fuerza Aérea de Chile que iba con destino a la Antártida.
- Exhumación del cadáver de Francisco Franco del Valle de los Caídos.

Principal referencia:

## Ciencia y tecnología

### 2010
- Instagram.

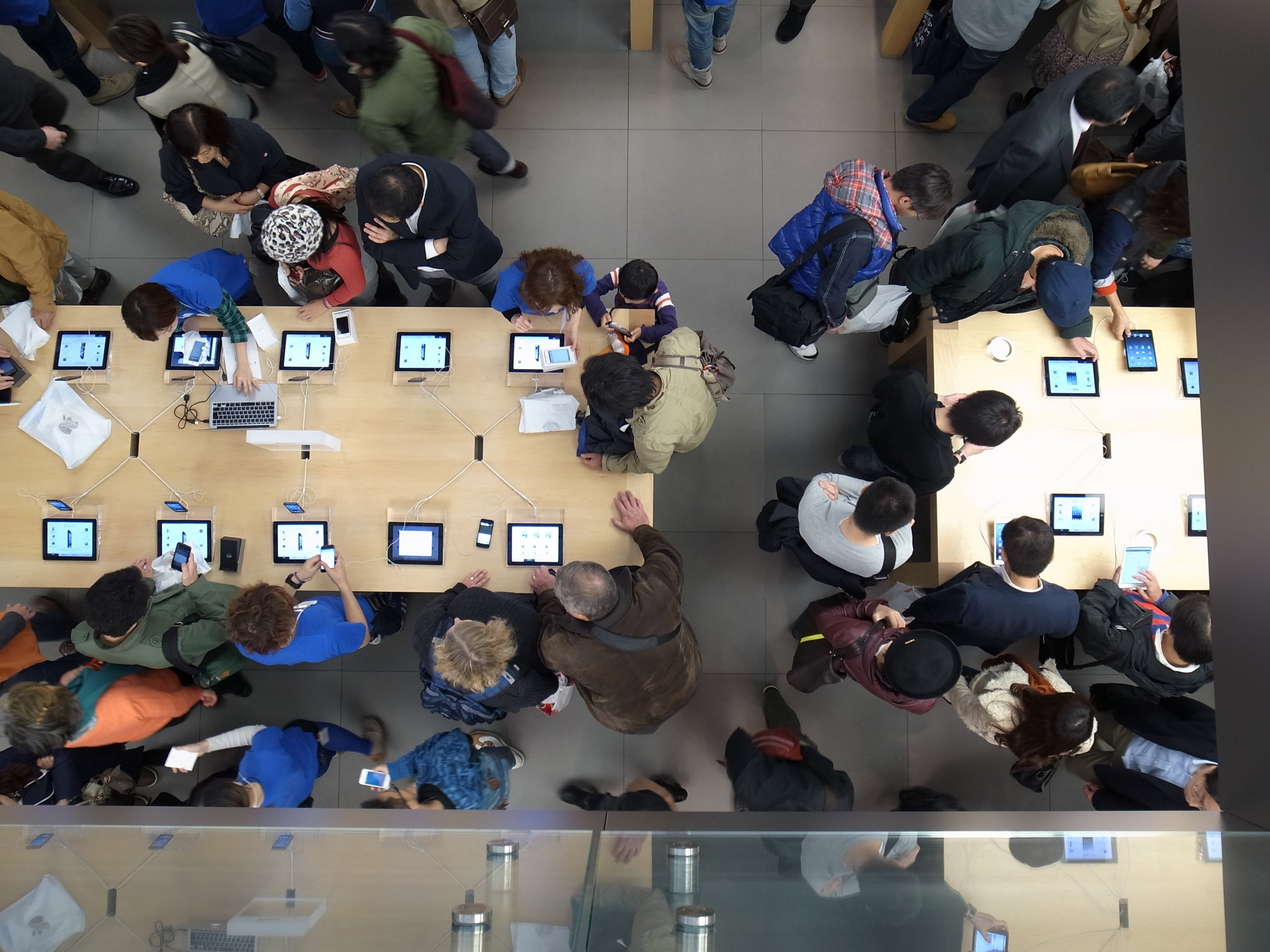
Tienda de Apple en Suiza.

- Lanzamiento del celular Nexus One (Google), que prometía ser un éxito con su sistema operativo, Android.
- Primera tablet: iPad (Apple).
- iPhone 4 (Apple).
- LibreOffice.
- Microsoft dio a luz a Kinect, un accesorio que va conectado a la consola de videojuegos, Xbox 360, que permite jugar sin controles y logró una gran cantidad de ventas en ese año.
- Sony lanza la PlayStation Move en el segundo semestre del año, un tipo de control similar a la Wii que va conectado a la PlayStation 3.
- Windows Phone.

### 2011
- Nintendo 3DS, primera consola portátil de videojuegos en tener una pantalla tridimensional —la tecnología de tres dimensiones ha alcanzado gran popularidad en el comienzo de la década—.
- Apple presenta la nueva versión de su tablet —iPad 2— la gran novedad de este aparato es la inclusión de la cámara en el dispositivo.
- Siri (Apple), un sistema automatizado de control por voz.

### 2012
- Descubrimiento del Bosón de Higgs.
- Apple lanza el iPad 3, con pantalla de tipo retina, una cámara de 5 megapíxeles con grabación de video Full HD (1080p) y el nuevo procesador Apple A5X.
- Wii U y Nintendo 3DS XL (Nintendo).
- Windows 8 (Microsoft).

### 2013
- Blockchain.com
- PlayStation 4 (Sony).
- Xbox One (Microsoft).

### 2015

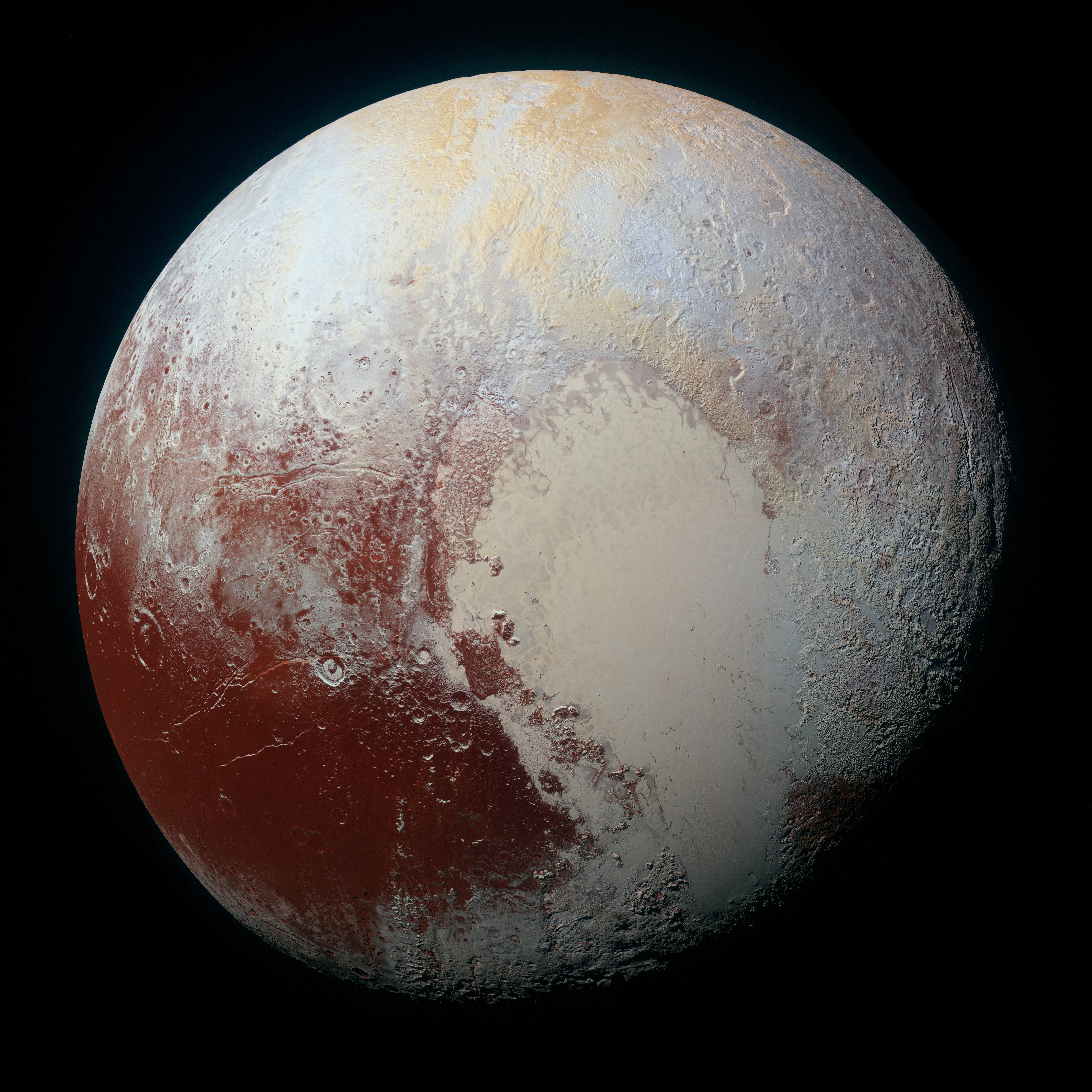
Imagen de Plutón obtenida por la sonda New Horizons.

- La sonda New Horizons logra acercarse al planeta Plutón a una distancia de 768.000 kilómetros desde la superficie.
- Windows 10 (Microsoft).
- Sale al mercado el Apple Watch.

### 2016
- El software de inteligencia artificial AlphaGo derrota al campeón mundial de Go.
- Detección de ondas gravitatorias.

### 2017
- Nintendo Switch (Nintendo) —primera consola híbrida de la historia—.
- Huawei Mate 10 —primer teléfono con IA incorporada—.
- Se pública el artículo científico Attention Is All You Need, que propone el modelo de aprendizaje automático Transformador, considerado uno de los hitos principales del inicio de Auge de la inteligencia artificial.

### 2018
- Meltdown hace menos seguro a los procesadores.
- Se lanza AlphaFold, programa de inteligencia artificial creado para estudiar la estructura de las proteínas.

### 2019
- En el Mobile World Congress de Barcelona, se presentó el primer teléfono totalmente plegable —Samsung Galaxy Fold— además de los primeros teléfonos con tecnología 5G venidos de la mano de ZTE, Samsung y Huawei.

## Arquitectura

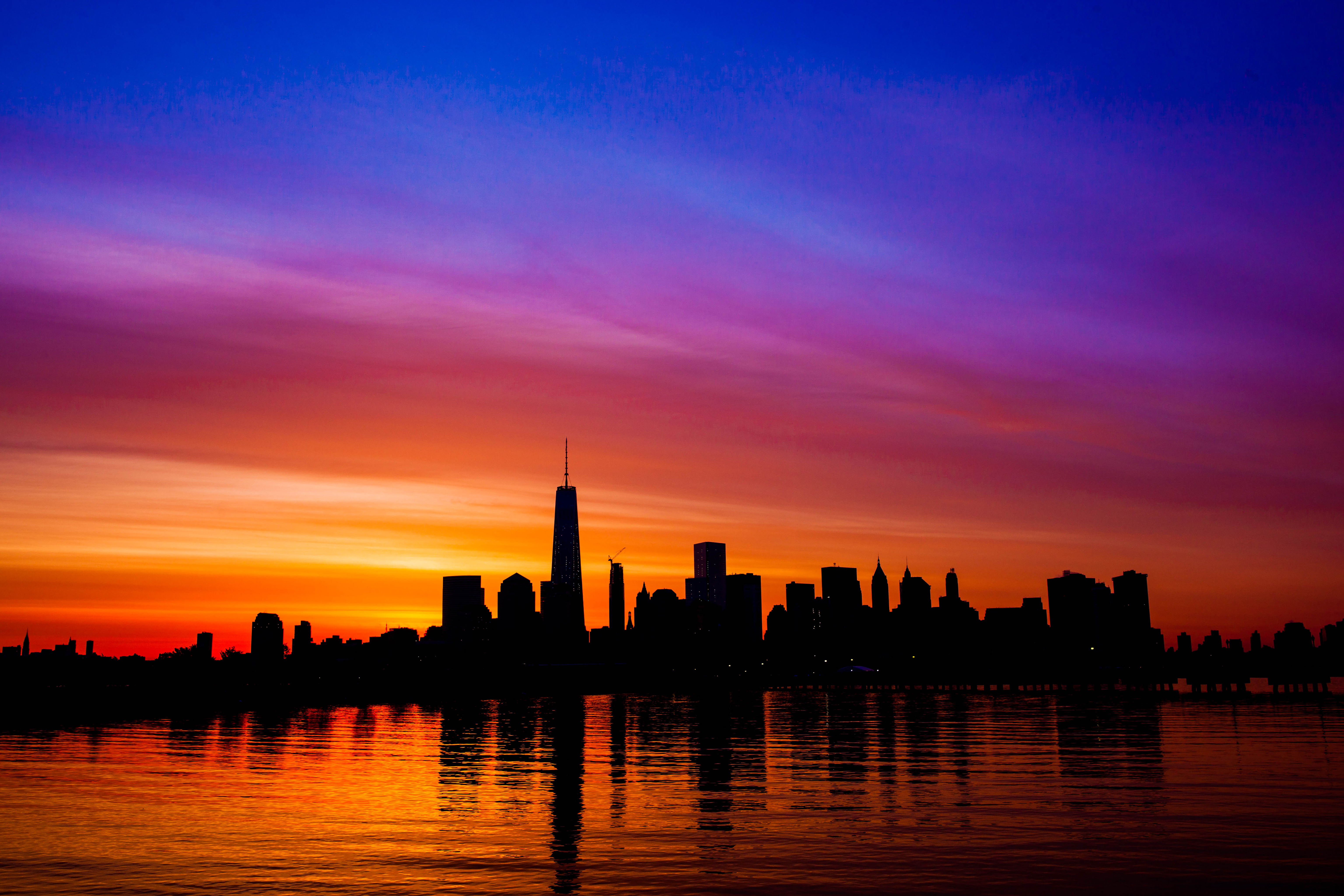
El One World Trade Center —el edificio más alto de Occidente— sobresale del skyline de la ciudad estadounidense de Nueva York.

- Se inaugura en Dubái, el rascacielos más alto del mundo, el Burj Khalifa, con 828 metros.[36]
- Se completan los edificios 1 World Trade Center, 4 World Trade Center y el museo del 11/S, junto a la plaza del memorial, en la zona cero de Manhattan.
- Se abre al público el Centro Cultural Gabriela Mistral, edificio reconstruido sobre las dependencias del ex Centro de Eventos Diego Portales, afectado por un incendio el año 2006. Su primera etapa comprende dos volúmenes o "edificios". Se proyecta construir en el costado oriente del complejo una sala anfiteatro para 2000 personas, la cual se terminaría el año 2013.
- 2010, Se inaugura la Torre Titanium La Portada, que actualmente es el segundo edificio más alto de Chile.
- 2014, Se inaugura la Gran Torre Santiago, el edificio más alto de Iberoamérica, parte del complejo Costanera Center.

## Series y televisión

### 2010
- Estrenos:
  - The Walking Dead (EE. UU.).
  - Downton Abbey.
  - Sherlock.
  - Hora de Aventura —Animación—.
  - Regular Show —Animación—.

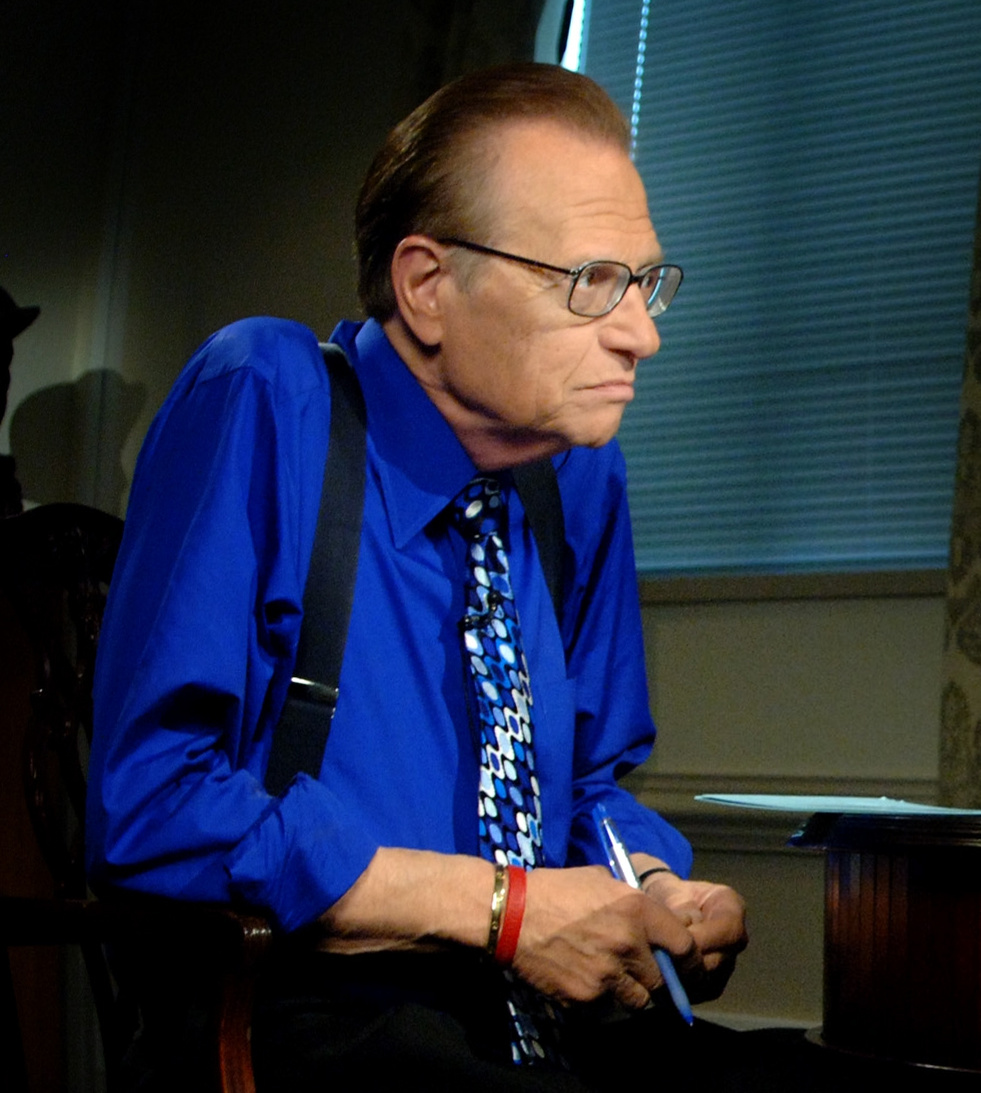
Larry King, conductor de televisión estadounidense.

  - My Little Pony: La magia de la amistad —Animación—.
  - Pretty Little Liars
- Finalizaciones:
  - Lost después de 6 temporadas durante 5 años.
  - Retirada de Larry King, conocido por conducir el programa de CNN "Larry King Live"'

### 2011
- Estrenos:

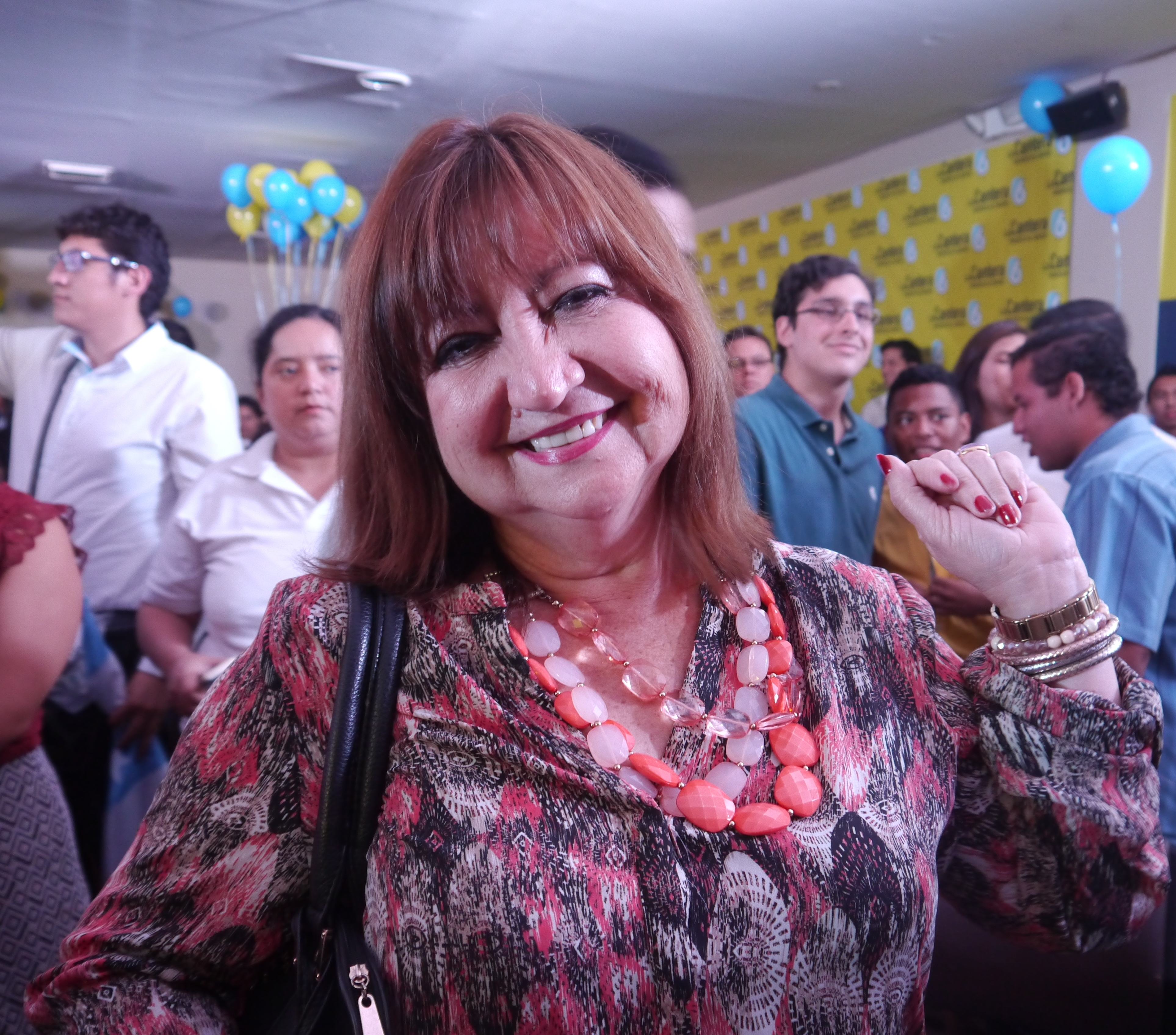
Luzmila Nicolalde, conductora de televisión ecuatoriana, ex-viceprefecta de la provincia del Guayas y actual concejala de Guayaquil.

  - Game of Thrones basada en la novela de George R. R. Martin
  - Teen Wolf
  - Black Mirror
  - Lego Ninjago: Maestros del Spinjitzu
  - American Horror Story
  - El Increible De Mundo De Gumball
  - Once Upon a Time
  - Shameless
  - Grimm
  - Suits
  - Hart of Dixie
  - El barco (España)
  - Gran Hotel (España)

- Finalizaciones:
  - Chispazos conducido por Rashid Tanús, Luzmila Nicolalde y Jazmín, considerado como el programa de televisión más longevo del Ecuador tras permanecer casi 38 años al aire ininterrumpidamente, el último programa se emitió el 28 de mayo de este año.
  - Se anunció el fin del programa The Oprah Winfrey Show, presentado por la periodista Oprah Winfrey. Tras haber sido emitido durante veinticinco años, finalizó el 25 de mayo de ese año.

### 2012
- Estrenos:
  - Arrow basada en la serie de Oliver Queen y precursor del Arrowverso.
  - Pablo Escobar, el patrón del mal.
  - La Naranja Molesta.
  - Dude, What Would Happen en Latinoamérica.
  - Ben 10: Omniverse (Cartoon Network).
  - La leyenda de Korra —secuela Avatar: La leyenda de Aang—.
  - Gravity Falls
  - Littlest Pet Shop (2012)

- Finalizaciones:
  - Desperate Housewives.
  - House.
  - iCarly (Nickelodeon).

### 2013
- Estrenos:
  - The Americans.
  - Steven Universe.
  - PAW Patrol.
  - Teen Titans Go!.
  - Rick y Morty.

- Finalizaciones:
  - Victorious.
  - Skins.
  - Breaking Bad.
  - Big Time Rush.

- España:
  - En junio de 2013, se cancela la cadena Cartoon Network y varias de sus series empezaron a emitirse en la cadena Boing.

### 2014
- Estrenos: 
  - Steven Universe.
  - The Flash.
  - Bojack Horseman.

- Finalizaciones:
  - Drama Total.
  - Johnny Test.
  - Star Wars: The Clone Wars.
  - Dora, la exploradora.

### 2015
- Estrenos

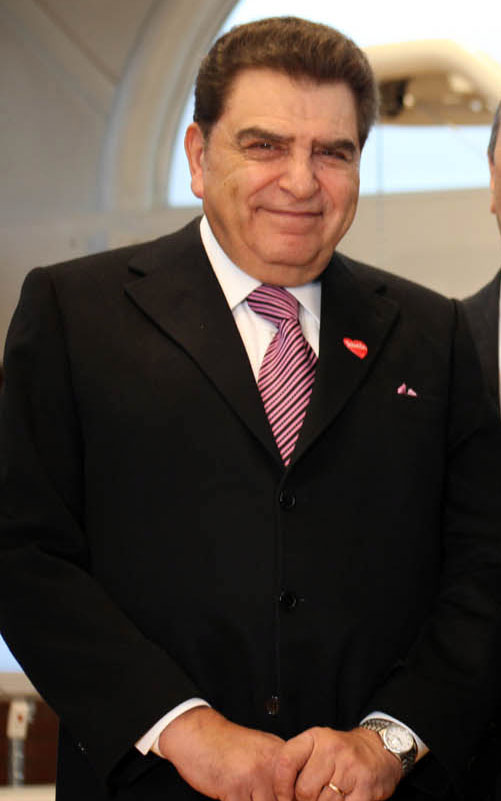
Don Francisco, conductor de televisión chileno.

  - Better Call Saul —precuela de Breaking Bad— (Netflix).
  - Supergirl (CBS) protagonizada por Melissa Benoist, donde narra las aventuras de la prima de Superman.
  - Star y La Fuerza Del Mal.
  - Escandalosos.
  - Miraculous: las aventuras de Ladybug.
  - Narcos.
  - Pickle & Peanut.
  - Gamer's Guide to Pretty Much Everything.

- Finalizaciones
  - 20 de mayo: Última emisión de Late Show with David Letterman —uno de los Talk-shows más vistos en los Estados Unidos—, tras más de 22 años. Su final también estuvo marcado por la retirada definitiva de su conductor David Letterman de la televisión.
  - 19 de septiembre: Final de la transmisión del programa de variedades Sábado gigante conducido por Don Francisco, —el programa de televisión más longevo de Chile y de América Latina tras permanecer 53 años al aire ininterrumpidamente—.
  - 20 de diciembre: Último programa de En Familia con Chabelo conducido por Xavier López "Chabelo", —el programa más longevo de la televisión mexicana tras permanecer 48 años al aire ininterrumpidamente—.
  - 27 de diciembre: Final de la transmisión del programa investigativo de reportajes y temas de variedades La Televisión conducido por Fernando Ehlers junto a su padre, Freddy Ehlers —el programa más veterano de la televisión ecuatoriana tras permanecer 25 años al aire ininterrumpidamente—.

### 2016
- Estrenos:
  - Stranger Things (Netflix).
  - Lab Rats: Fuerza Élite.
  - Ben 10 —Reboot—.
  - The Powerpuff Girls —Reboot—.
  - The Loud House (Nickelodeon).
  - Mars (National Geographic).

- Finalizaciones:
  - Enero: Finaliza la transmisión del programa de variedades Haga negocio conmigo conducido por Polo Baquerizo, considerado como el programa de televisión más longevo del Ecuador tras permanecer casi 40 años al aire ininterrumpidamente.
  - 15 de febrero: La serie animada Gravity Falls finaliza.
  - 7 de abril: El reality show American Idol, emitió su último capítulo tras 15 temporadas.
  - 5 de diciembre: La serie Al fondo hay sitio emitió su último capítulo tras 8 temporadas en América Televisión.

### 2017
- Estrenos:
  - Riverdale.
  - The Good Doctor
  - Young Sheldon

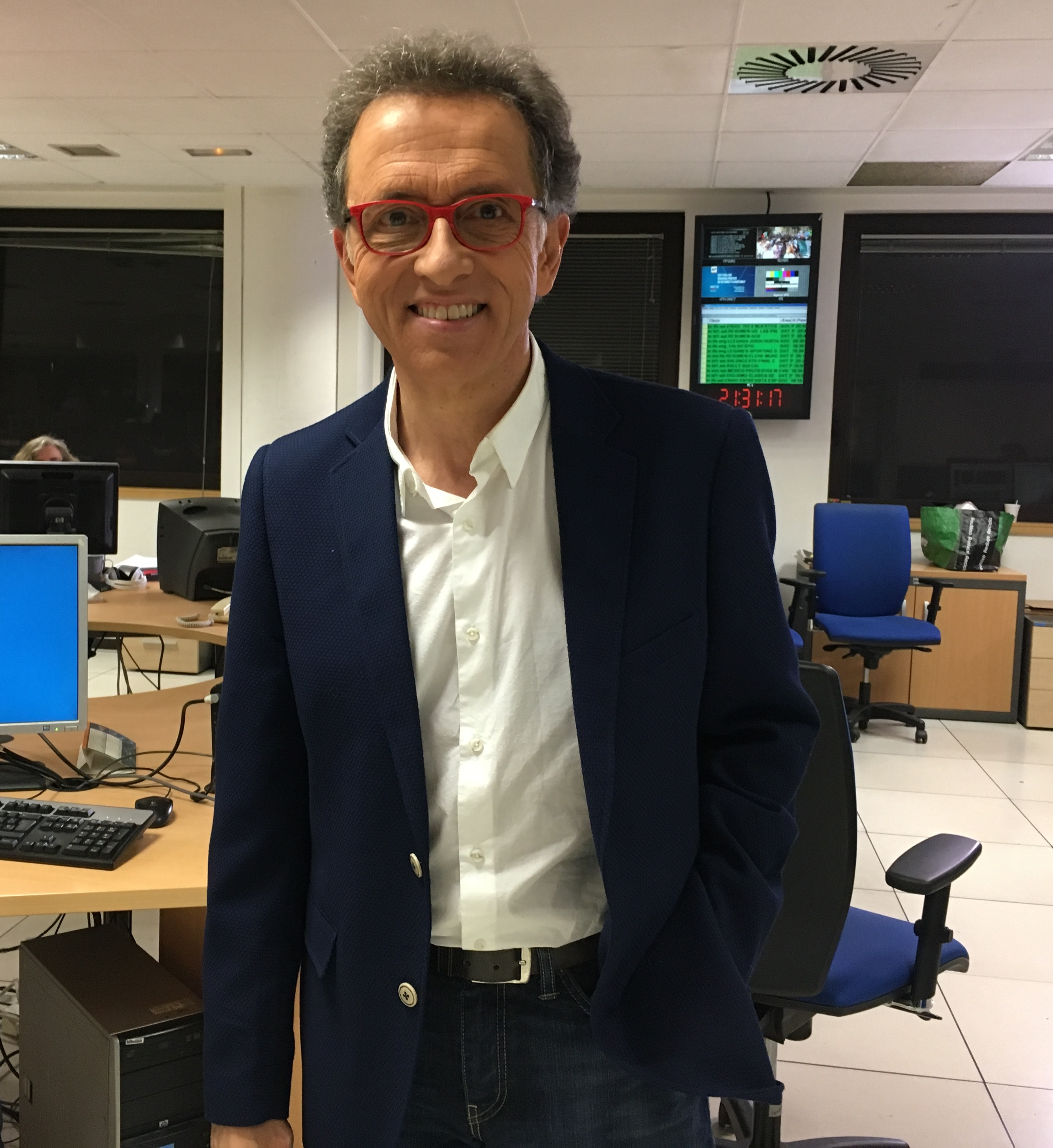
Jordi Hurtado, conductor de televisión del concurso Saber y ganar.

  - En Un Millón de Años (National Geographic).
  - El cuento de la criada.
  - Crossover de todas las series de Marvel emitidas en Netflix llamada The Defenders.
  - Por trece razones (Netflix).
  - Marvel's The Punisher (Netflix).
  - De Vuelta Al Barrio (América Televisión).

- Finalizaciones: 
  - Los padrinos mágicos —serie animada— es cancelada, tras 10 temporadas y 16 años ininterrumpidos emitiéndose.
  - Emisión del último episodio de Regular Show (Cartoon Network).

- España:
  - El 17 de febrero de 2017, el concurso de preguntas y respuestas, presentado por Jordi Hurtado, Saber y ganar cumplió 20 años en emisión.
  - Vuelve a TVE el programa Operación Triunfo tras la última edición en Telecinco.
  - La casa de papel.

### 2018
- Estrenos:
  - 26 de octubre: Chilling Adventures of Sabrina (Netflix) —un reboot con ambiente terrorífico de Sabrina, cosas de brujas—.
  - Élite (Netflix).
  - Big City Greens (Disney Channel).
  - Narcos: México (Netflix).
  - Bluey (ABC Kids/Disney Junior).
  - Cobra Kai (Youtube/Netflix).
  - Transformers: Cyberverse.
  - Drama total: La Guardería

- Finalizaciones:
  - 26 de julio: Finaliza sus transmisiones el polémico programa The Jerry Springer Show, luego de permanecer 27 años en antena.
  - 31 de agosto:  Finaliza la transmisión del programa de reality Combate tras permanecer casi 8 años al aire ininterrumpidamente.
  - 3 de septiembre: Último capítulo de la serie de animación Hora de Aventura (Cartoon Network).
  - 12 de octubre: Finaliza la transmisión del programa de farándula Vamos Con Todo.
  - Cancelaciones de Luke Cage e Iron Fist tras 2 temporadas y Daredevil tras la tercera en Netflix.

### 2019
- Estrenos:
  - Chernobyl (HBO).
  - Carmen Sandiego (Netflix).
  - El Mandaloriano basada en la franquicia Star Wars (Disney+).
  - The Witcher —protagonizado por Henry Cavill como Geralt de Rivia—.
  - Batwoman.
  - The Boys (Amazon Prime Video).
  - The Casagrandes (Nickelodeon).
  - Crisis en tierras infinitas formada por todas las series del Arrowverso.
  - Green Eggs and Ham —serie animada de Netflix, basada en un libro del Dr. Seuss—.
  - Amphibia (Disney)
  - Hazbin Hotel (A24)
  - Euphoria (HBO)

- Finalizaciones:
  - Game of Thrones termina con un polémico final tras ocho temporadas.
  - The Big Bang Theory tras a haber permanecido en el aire durante 12 años.
  - Finalizan las últimas series de Marvel de Netflix con Jessica Jones tras 3 temporadas y  The Punisher tras 2 temporadas.
  - Henry Danger.

- España:
  - Tras 30 años después vuelve el programa a TVE el programa Juego de niños presentado por Javier Sardá.

## Animes

### 2010
- Angel Beats!.
- 07-Ghost.
- Bakugan Battle Brawlers.
- Highschool of the Dead.
- Kissxsis.
- Digimon Fusion.
- Pokémon Blanco y Negro.

### 2011
- Anohana: The Flower We Saw That Day.
- Digimon Fusion (Hunters).
- Steins;Gate.

### 2012
- Sword Art Online.
- Another.
- Kokoro Connect.
- Hyōka.
- Love, Chunibyo & Other Delusions.
- JoJo's Bizarre Adventure (Phantom Blood y Battle Tendency).

### 2013
- Golden Time.
- Tamako Market.
- My Teen Romantic Comedy SNAFU.
- Date A Live.
- Attack on Titan.
- Beyond the Boundary.
- Pokemon XY.
- Love Live! School Idol Project.
- JoJo's Bizarre Adventure (Battle Tendency).

### 2014
- Haikyū!!.
- Tokyo Ghoul.
- Your Lie in April.
- Akame ga Kill!.
- JoJo's Bizarre Adventure (Stardust Crusaders).
- Parasyte.

### 2015
- Assassination Classroom.
- Is It Wrong to Try to Pick Up Girls in a Dungeon?.
- Shokugeki no Sōma.
- Charlotte.
- Dragon Ball Super.
- Digimon Adventure Tri.
- Overlord.
- One Punch-Man.
- Death Parade.
- JoJo's Bizarre Adventure (Stardust Crusaders).

### 2016
- Re:ZERO -Starting Life in Another World (Temporada 1)
- My Hero Academia (Temporada 1)
- Pokemon Sol y Luna
- Digimon Universe: Appli Monsters.
- KonoSuba! (Temporada 1)
- Love Live! Sunshine!! (Temporada 1)
- Mob Psycho 100 (Temporada 1)
- JoJo's Bizarre Adventure (Diamond Is Unbreakable)

### 2017
- Boruto: Naruto Next Generations
- Tsugumomo (Temporada 1)
- Kakegurui (Temporada 1) (Netflix)
- Net-juu no Susume (Temporada 1)
- BanG Dream! (Temporada 1)
- Saga of Tanya the Evil (Temporada 1)
- Made in Abyss (Temporada 1)
- Masamune-kun no Revenge (Temporada 1)
- Classroom of the Elite (Temporada 1)
- Kobayashi-san Chi no Maid Dragon (Temporada 1)

### 2018
- Darling in the Franxx
- Teasing Master Takagi-san (Temporada 1)
- That Time I Got Reincarnated as a Slime (Temporada 1)
- Rascal Does Not Dream of Bunny Girl Senpai
- Violet Evergarden
- Zombie Land Saga (Temporada 1)
- Sword Art Online Alternative Gun Gale Online (Temporada 1) (Spin-off de la serie original)
- JoJo's Bizarre Adventure (Golden Wind)
- Goblin Slayer (Temporada 1)

### 2019
- Kaguya-sama: Love Is War (Temporada 1)
- Demon Slayer (Temporada 1)
- Fire Force (Temporada 1)
- Dr. Stone (Temporada 1)
- The Quintessential Quintuplets (Temporada 1)
- The Promised Neverland (Temporada 1)
- Fruits Basket (Temporada 1)
- Beastars (Temporada 1) (Netflix)
- The Rising of the Shield Hero (Temporada 1)
- JoJo's Bizarre Adventure (Golden Wind)
- Viajes Pokemon
- Vinland Saga (Temporada 1)

## Videojuegos

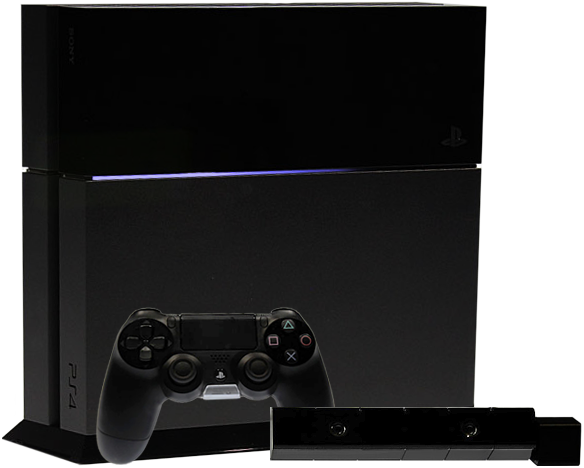
PlayStation 4, consola más vendida de toda la década.

Durante la década de los 2010, los videojuegos experimentaron un cambio radical debido a la implementación de las nuevas tecnologías en los softwares de las consolas y títulos. En 2013 Sony sacó al mercado la consola PlayStation 4, consola en Ultra HD que marcaría toda la generación acontecida durante la década. Juegos en mundo abierto como Minecraft (2011) o Grand Theft Auto V (2013) revolucionarían la primera mitad de la década permitiendo al jugador su libertad por todo el mundo que el título presentaba.
A principios de esta década se creó un nuevo género llamado Battle Royale que combina género de supervivencia con la jugabilidad del último jugador en pie. Se empezaron a crear a raíz del lanzamiento de Los juegos del hambre llamado Hunger Games (posteriormente Survivor Games) por Minecraft, pero se popularizó gracias a videojuegos como Fortnite  y PlayerUnknown's Battlegrounds, el cual dejaba a un lado los gráficos sofisticados e historia para centrarse en ser un juego funcional y divertido.
A partir de 2015 empezarían a surgir un nuevo género que apenas había tenido relevancia anteriormente, gracias al surgimiento de teléfonos inteligentes, junto a tabletas y demás dispositivos, dicho género es el juego de móvil, normalmente gratuito que cosechó gran éxito durante la segunda mitad de la década como puede ser Clash of Clans, Clash Royale o Pokémon GO.
Por otro lado, varias empresas tecnológicas empiezan a desarrollar cascos de realidad virtual, que prometen traer nuevas experiencias al mundo del entretenimiento electrónico como Oculus Rift, Playstation VR entre otros.
Contemporáneamente muchas compañías como Rockstar, decidieron enfocarse en convertir videojuegos al estilo cinematográfico con los mejores gráficos posibles, una buena historia y un mundo abierto colosal, es así como presentó a finales del 2018, Red Dead Redemption 2.
En cuanto a lo referente con la rivalidad entre empresas, 2010, supuso el fin de la hegemonía de Nintendo que había sido líder en la historia de la pasada generación hasta entonces, debido al fracaso de la consola de sobremesa Wii U y sustituyendo por la consola híbrida entre pórtatil y sobremesa  Nintendo Switch. Es por esto que SONY se convirtió en la empresa principal en el campo de los videojuegos, por iniciativa del propio público al abandonar Nintendo por Sony, pues los videojuegos que se lanzaban poseían mejores gráficos; comenzó la moda del juicio masivo a videojuegos que no destacaran por sus gráficos.
En cuanto a consolas portátiles Nintendo ganó con su Nintendo 3DS a su rival que era SONY que estrenó PS Vita pero fracasó en el mercado occidental.
Además a finales de esta década se empezaron a vender versiones mini de consolas clásicas como los exitosos de Nintendo como NES Mini o Super Nintendo Classic Edition o el fracaso de Sony PlayStation Classic.

### 2010
- Red Dead Redemption
- Mass Effect 2
- Super Mario Galaxy 2
- Halo: Reach
- Kingdom Hearts: Birth by Sleep
- Mafia II

### 2011
- Skyrim
- Portal 2
- Minecraft
- Batman: Arkham City
- Sonic Generations
- The Legend of Zelda: Skyward Sword
- Terraria

### 2012
- New Super Mario Bros 2
- New Super Mario Bros. U
- Assassin's Creed III
- Halo 4
- Gravity Rush
- Subway Surfers
- Clash of Clans
- Sleeping Dogs
- PlayStation All-Stars Battle Royale
- Asura's Wrath

### 2013
- Grand Theft Auto V
- The Last of Us
- Tomb Raider
- Outlast
- Injustice: Gods Among Us
- Super Mario 3D World

Logo de la saga GTA, en 2013 GTA V se convirtió en el videojuego con más unidades vendidas del momento.

- The Legend of Zelda: A Link Between Worlds

### 2014
- Watch Dogs
- South Park: The Stick of Truth
- Five Nights at Freddy's
- Five Nights at Freddy's 2
- Alien: Isolation
- The Evil Within
- Assassin's Creed: Rogue
- Bayonetta 2
- Super Smash Bros. para Nintendo 3DS y Wii U
- Halo: The Master Chief Collection
- Assassin's Creed: Unity
- Plants vs. Zombies: Garden Warfare
- Destiny
- Beyond: Dos Almas
- Los Sims 4

### 2015
- Super Mario Maker
- Undertale
- Halo 5: Guardians
- The Witcher 3: Wild Hunt
- Life Is Strange
- Lego Dimensions
- Batman: Arkham Knight
- Splatoon

### 2016
- Plants vs. Zombies: Garden Warfare 2
- Pokémon GO
- Overwatch
- Clash Royale
- Uncharted 4: El desenlace del ladrón
- Doom
- Super Mario Run

### 2017
- The Legend of Zelda: Breath of the Wild
- Super Mario Odyssey
- Fortnite
- Resident Evil 7
- Horizon Zero Dawn
- Uncharted: The Lost Legacy
- Assassin's Creed: Origins
- NieR: Automata
- Bendy and the Ink Machine
- PlayerUnknown's Battlegrounds
- Cuphead
- Hello Neighbor
- Crash Bandicoot N. Sane Trilogy
- Splatoon 2

### 2018
- A Way Out
- Detroit: Become Human
- Dragon Ball FighterZ
- God of War
- Assassin's Creed: Odyssey
- Shadow of the Tomb Raider
- Spider-Man
- Red Dead Redemption 2
- Megaman 11
- Celeste

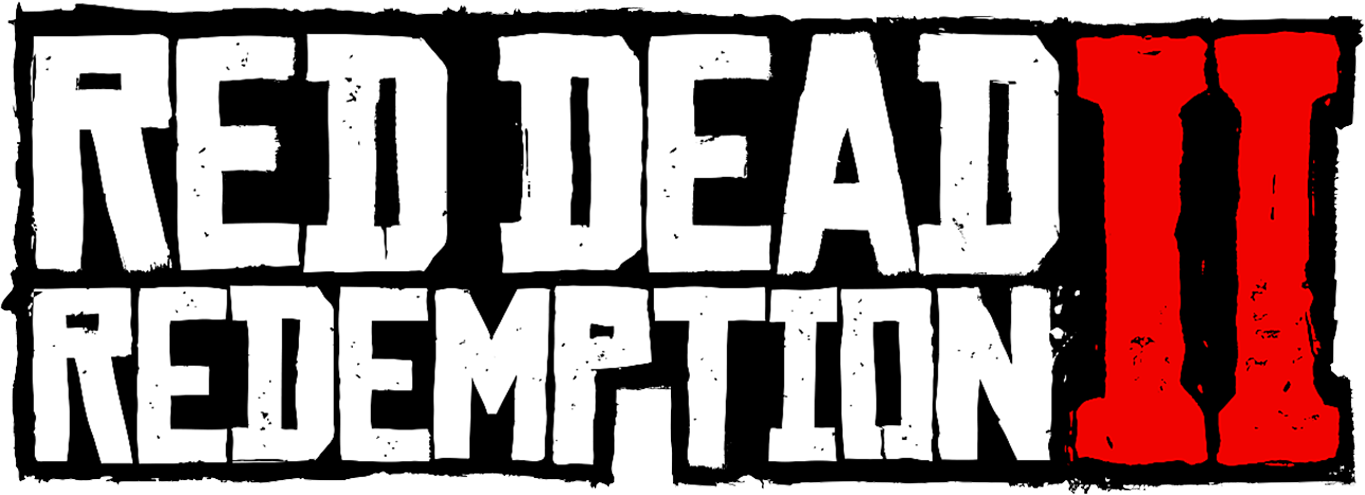
Logo de Red Dead Redemption 2, considerado por muchos medios como el mejor juego de la generación.

- Baldi's Basics in Education and Learning
- Deltarune
- Super Smash Bros Ultimate
- Among Us

### 2019
- Sekiro: Shadows Die Twice
- Resident Evil 2
- Devil May Cry 5
- Kingdom Hearts 3
- Metro Exodus
- Apex Legends
- Gears 5
- Pokémon espada y Pokémon escudo
- Death Stranding
- Need for Speed Heat
- Plants vs. Zombies: La batalla de Neighborville

#### Mención a otros videojuegos de la década

##### De 2010 a 2014
- 2011: Uncharted 3: La traición de Drake
- 2012: Need for Speed: Most Wanted
- 2012: Forza Horizon
- 2013: Flappy Bird
- 2013: Plants vs Zombies 2: It's About Time
- 2013: Geometry Dash
- 2013: Assassin's Creed IV: Black Flag
- 2013: Dead Space 3
- 2013: Deadpool
- 2013: Need for Speed: Rivals
- 2014: Forza Horizon 2

##### De 2015 a 2019
- 2015: Assassin's Creed: Syndicate
- 2015: Five Nights at Freddy's 3
- 2015: Five Nights at Freddy's 4
- 2015: Agar.io
- 2015: Mortal Kombat X
- 2016: Street Fighter V
- 2016: Plants vs. Zombies: Garden Warfare 2
- 2016: Plants vs. Zombies: Heroes
- 2016: Forza Horizon 3
- 2017: Garena Free Fire
- 2017: Marvel vs. Capcom: Infinite
- 2018: Forza Horizon 4
- 2019: Days Gone
- 2019: Jump Force
- 2019: Mortal Kombat 11
- 2019: Crackdown 3
- 2019: Super Mario Maker 2
- 2019: Call of Duty: Mobile

Principal referencia:

## Música
La música de los años 2010 se caracteriza por la implementación de música electrónica, libre improvisación y el neotonalismo. Además surgen nuevos estilos musicales compitiendo con los estilos musicales acontecidos durante el XX como el pop, el rock and roll, la balada, la rumba etc. Aunque géneros como el Pop o la Balada continuarían manteniendo su popularidad hasta el fin de la década.
A mediados del último lustro, la popularidad de géneros urbanos como el reguetón en Latinoamérica y el trap en los países ingleses convivirán con géneros ya populares como el pop. Aunque en Latinoamérica el  reguetón desbancó al ya dicho género por volverse más escuchado.

## Deportes

### 2010

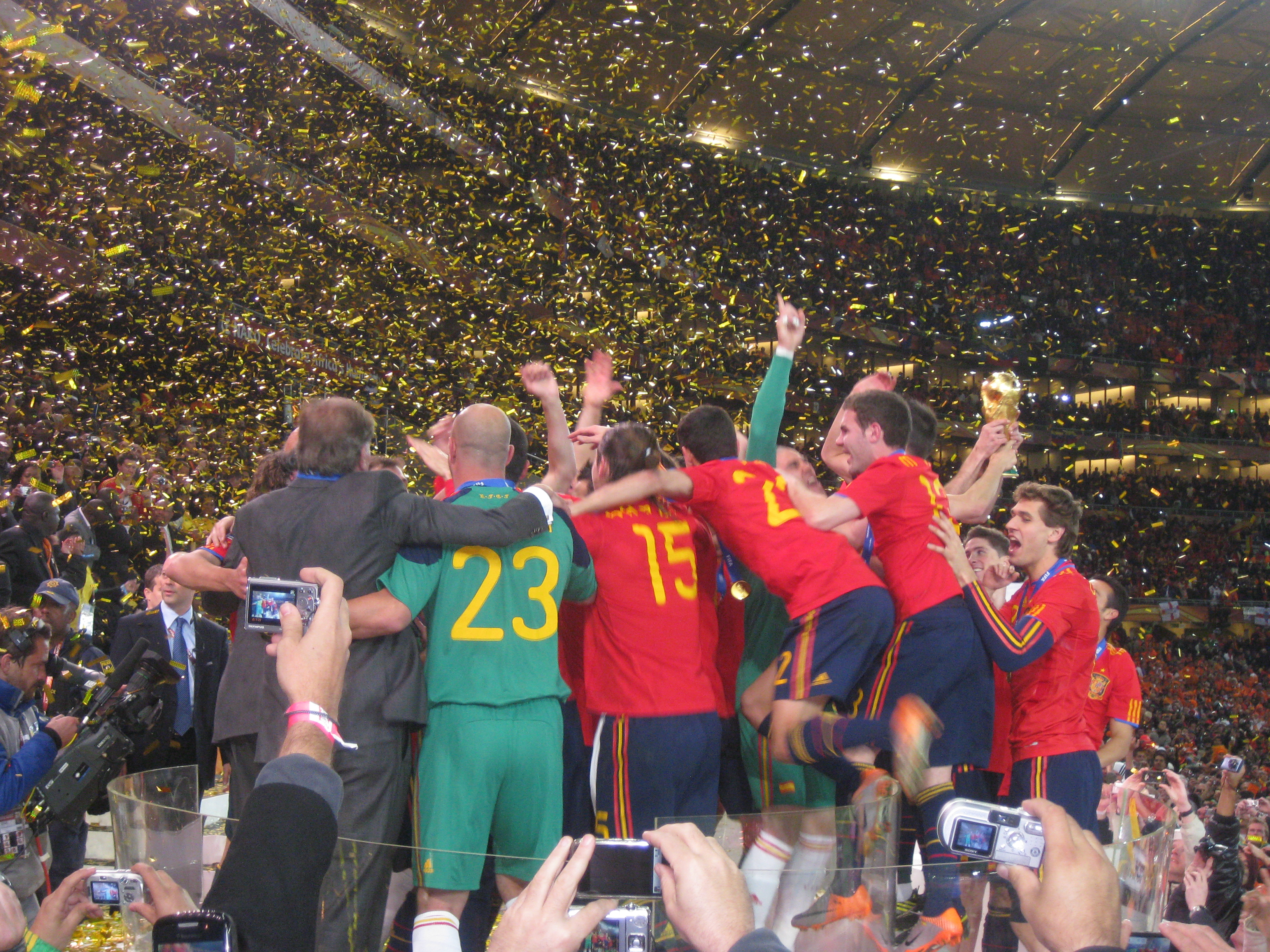
La Selección española de fútbol ganando su primer Mundial en la Copa Mundial de Fútbol de 2010.

- Se celebran la XXI edición de los Juegos Olímpicos y la X edición de los Juegos Paralímpicos de Invierno en Vancouver (Canadá).
- La selección española de fútbol conquista su primer Mundial tras vencer en la final a la selección de los Países Bajos por 1-0.
- Tras haberse proclamado campeón de Europa con el Inter, José Mourinho se convertiría en entrenador del Real Madrid durante las tres próximas temporadas (2010-2013).
- Raúl y Guti abandonan el Real Madrid.
- Sebastian Vettel se convierte en el piloto más joven en ser campeón de Fórmula 1.
- En Wimbledon se disputó el partido más largo de la historia del tenis entre el Francés Nicolás Mahut y el estadounidense John Isner.
- El Inter de Porto Alegre se proclama campeón de la Copa Libertadores tras vencer al Guadalajara por 5-3 en el global.
- Kobe Bryant gana su último campeonato con los Lakers, derrotando en la final a los Boston Celtics.

Principal referencia:

### 2011

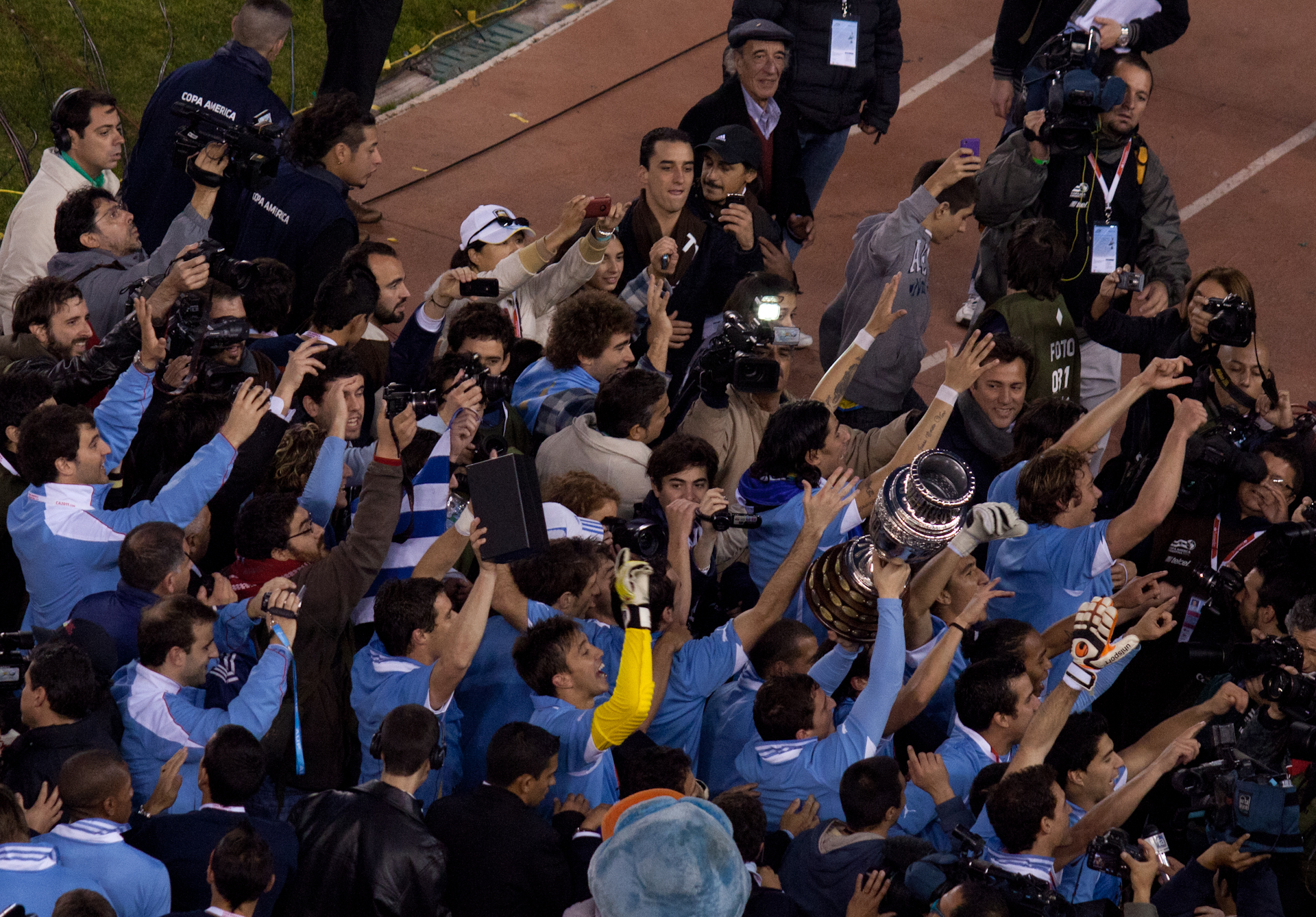
La selección de fútbol de Uruguay celebra el triunfo de la Copa América 2011.

- La selección de Uruguay logra su decimoquinta Copa América al ganar a Paraguay por 3-0 en la final que se celebró en el estadio Monumental de Buenos Aires (Argentina).
- El FC Barcelona conquista el Quintuplete.
- River Plate de Argentina desciende por primera vez a la Primera B Nacional tras perder el encuentro de promoción ante Belgrano de Córdoba
- Después de varios años, un piloto mexicano llega a la Fórmula 1, Sergio Pérez debuta con Sauber F1 Team, 2 años después llega otro piloto mexicano (Esteban Gutiérrez).
- Li Na se convierte en la primera tenista asiática en alzar un torneo de Grand Slam Roland Garros.

Principal referencia:

### 2012
- Celebración de la XXX edición de los Juegos Olímpicos y de la XIV edición de los Juegos Paralímpicos en Londres.
- Eurocopa; España gana su segundo título consecutivo tras golear 4-0 a Italia en la final.
- El 7 veces campeón de Fórmula 1 Michael Schumacher se retira de la competición.
- El Chelsea FC se convierte en el primer equipo londinense en ganar la UEFA Champions League tras vencer al Bayern.
- LeBron James gana su primer título de NBA con los Miami Heat.

Principal referencia:

### 2013
- El ciclista estadounidense Lance Armstrong confirma en una entrevista con Oprah Winfrey que se dopó de manera sistemática para lograr sus 7 Tours de Francia, de los cuales fue desposeído.
- 7-0 en el marcador global del Bayern de Múnich al Barcelona en las semifinales de la Champions League. En la final ganó al Borussia Dortmund, ganando su quinta Liga de Campeones de la UEFA.
- El tenista británico Andy Murray se corona campeón del torneo de Wimbledon 77 años después de que lo lograse otro tenista británico, Fred Perry.
- Cinco semanas después de alzarse con el torneo de Wimbledon, la tenista gala Marion Bartoli anuncia su retirada.
- El Atlético de Madrid gana su décima Copa del Rey tras vencer en la final disputada en el Santiago Bernabéu al Real Madrid por 1-2. Los rojiblancos volvieron a ganar a los blancos tras 25 derrotas desde 1999.
- Michael Schumacher sufrió un grave accidente esquiando en los Alpes suizos que lo dejó en estado crítico e inconsciente desde ese momento hasta el final de la década.

Principal referencia:

### 2014
- Se celebraron la XXII edición de los Juegos Olímpicos y la XI edición de los Juegos Paralímpicos de Invierno en Sochi (Rusia).
- «Mineirazo»: Victoria histórica de la selección alemana frente a la selección Canarinha por 1-7 en la semifinal del Mundial de fútbol que se celebró en Brasil.
- La selección de Alemania de fútbol se corona por cuarta vez campeona del mundo tras ganar en la final a la selección de Argentina por 1-0.
- El Real Madrid alza su décima Copa de Europa tras ganar en la final al Atlético de Madrid —siendo la primera final entre equipos de la misma ciudad— por 4-1.
- Club Atlético San Lorenzo de Almagro ganó la primera Copa Libertadores de su historia tras vencer 1-0 en su estadio a Nacional de Paraguay.
- El colombiano Nairo Quintana, primer ciclista latinoamericano en conquistar el Giro de Italia.
- El Atlético de Madrid conquista su décimo título de Liga tras haber pasado 18 años del último logrado.
- River Plate de la mano de Marcelo Gallardo en el banquillo obtuvo la Copa Sudamericana quebrando una sequía de 17 años sin títulos internacionales con el agregado que eliminó a su clásico rival Boca Juniors en semifinales y a Atlético Nacional en la final.
- Carles Puyol y Víctor Valdés dejan el F. C. Barcelona tras 19 y 15 años en el club respectivamente.
- Mercedes AMG F1 Team gana su primer campeonato de constructores de fórmula 1 y el Británico Lewis Hamilton consiguió su segundo campeonato de pilotos de la categoría.
- El piloto español Marc Márquez se proclama el bicampeón más joven de la categoría Moto GP.

Principal referencia:

### 2015
- La selección de Chile conquista su primera Copa América de fútbol —torneo en la que jugó de anfitrión— al ganar en la final a la selección argentina en la tanda de penaltis (4-1).
- Estalla el FIFA Gate.
- Por primera vez en la historia dos hermanos (Pau Gasol y Marc Gasol) disputan y realizan el salto inicial en un All-Star de la NBA.
- River Plate conquistó su tercera Copa Libertadores tras ganarle la final a Tigres por 3-0. El conjunto argentino se convirtió en el equipo con peor preclasificación (16) que obtuvo el certamen, tra eliminar a Boca (luego de un polémico episodio donde un simpatizante xeneize arrojó gas pimienta a los de River), Cruzeiro y Guaraní en octavos, cuartos y semifinal respectivamente.
- Fallece el piloto de Fórmula 1, el francés Jules Bianchi debido a un accidente con una grúa en el Gran Premio de Japón de 2014 tras estar en coma 9 meses. Desde Ayrton Senna ningún piloto tenía un accidente mortal en plena carrera en la máxima categoría.
- El FC Barcelona se convierte en el primer equipo europeo en lograr por segunda vez el «triplete» en fútbol. Al mismo tiempo, Xavi Hernández deja el club azulgrana tras 15 años en el club.
- Iker Casillas abandona el Real Madrid tras 17 temporadas en el club español.
- Floyd Mayweather Jr. vs Manny Pacquiao.
- Carolina Marín obtiene el Campeonato Mundial de Bádminton.
- El tenista serbio Novak Đoković conquista 3 de los 4 Grand Slam y perdiendo tras haber disputado la final, Roland Garros.
- Histórica victoria de Japón ante Sudáfrica por 34-32 en un partido de primera fase en la Copa Mundial de Rugby.

Principal referencia:

### 2016
- Celebración de la XXXI edición de los Juegos Olímpicos y de la XV edición de los Juegos Paralímpicos en Río de Janeiro (Brasil).
  - Michael Phelps gana 5 medallas doradas, donde se retiraría como el deportista olímpico más laureado de la historia con 23 preseas doradas.
  - Usain Bolt gana 3 medallas doradas.
  - Mariana Pajón es la primera mujer latinoamericana en conseguir dos oros olímpicos en un deporte individual.
- El colombiano Nairo Quintana, gana la Vuelta a España, segundo latinoamericano en conseguirla 29 años después del triunfo de Lucho Herrera.
- Muertes de Johan Cruyff —futbolista y entrenador neerlandés— y Muhammad Ali —legendario boxeador estadounidense—.
- El Leicester conquista su primera Premier League (sexto campeón desde 1992) cuando a principios de temporada las Casas de Apuestas pagaban 6500 euros por euro apostado porqué tal hazaña sucediera.
- El Real Madrid Club de Fútbol logra su undécima UEFA Champions League tras derrotar al Atlético de Madrid en la tanda de penaltis 5-3, habiendo finalizado el tiempo regular con marcador 1-1.
- El Sevilla logra su quinta Europa League y se convierte en el equipo más laureado de la competición (5 títulos).
- Atlético Nacional gana la Copa Libertadores después de 27 años.
- Cleveland Cavaliers se proclama por primera vez en su historia campeón de la NBA al vencer en las series finales por 4-3 —tras haber sido el primer equipo en remontar en ellas un 3-1 en contra— a Golden State Warriors —que conquistó el récord de victorias 73-9 en la liga regular—.
- Tras haber estado al borde de la eliminación en la primera fase, la selección de Portugal logra su primera Eurocopa tras ganar en la final a la anfitriona del torneo; Francia por 0-1.
- La selección de Chile gana la Copa América Centenario, celebrada en los Estados Unidos con motivo del Centenario del torneo. Su rival en la final fue la selección de Argentina y la volvió a ganar en la tanda de penaltis (4-2) como el año anterior.
- Los Cubs ganan las Series Mundiales de béisbol después de 108 años de su último título.
- Por primera vez en su historia el equipo de Argentina conquista la Copa Davis.
- Cinco días después de proclamarse campeón del Mundial de Fórmula-1 por primera vez, Nico Rosberg anuncia su retirada deportiva.
- El Real Madrid se corona pentacampeón del mundo al conquistar tres Copas Intercontinentales (1960, 1998 y 2002) y dos Mundiales de Clubes (2014-2016).

Principal referencia:

### 2017
- Usain Bolt se retira del deporte profesional con 8 preseas doradas en los Olímpicos.
- New England Patriots campeón del Super Bowl LI.
- Triunfo del FC Barcelona 6-1 al PSG después de haber encajado 4-0 en la ida en octavos de final de la Champions.
- Fallecen el ciclista Michele Scarponi y los motociclistas Nicky Hayden  y Ángel Nieto.
- Francesco Totti se retiró del AS Roma, tras vestir su elástica durante 25 temporadas consecutivas.
- El Real Madrid alza su duodécima Liga de Campeones de Europa tras ganar 4-1 a Juventus en la final.
- Roger Federer gana Wimbledon por octava vez en su historia, siendo el tenista más laureado de dicho torneo.
- Neymar ficha por el PSG por 222 millones de euros, convirtiéndose en el fichaje más caro de la historia.
- La selección italiana de fútbol no se clasificó para el Mundial de Rusia tras haber acudido a la fase final del torneo desde 1958.
- El COI prohíbe a Rusia participar en los Juegos Olímpicos de Pieonchang por dopaje, pero no a sus deportistas.
- Cristiano Ronaldo consigue su quinto Balón de Oro igualando a Lionel Messi.
- Real Madrid hexacampeón del mundo tras ganar a Gremio en la final del mundo: el club merengue ha ganado 3 Intercontinentales y 3 Mundiales de Clubes (2014, 2016 y 2017).

Principal referencia:

### 2018
- Se celebraron la XXIII edición de los Juegos Olímpicos y de la XII edición de los Juegos Paralímpicos de Invierno de Pieonchang (Corea del Sur).
- La Selección de fútbol de Francia se corona campeona del mundo por segunda vez en su historia al ganar la Copa Mundial de Fútbol de 2018.
- Final histórica de la Copa Libertadores entre equipos argentinos. La final fue ganada por River Plate a Boca Juniors, tras empatar 2-2 en la Bombonera, en el partido de ida y vencer 3-1 en el estadio Santiago Bernabéu, el 9 de diciembre. El encuentro  tuvo que jugarse en España debido a incidentes en el Monumental dos semanas antes, porque hinchas locales apedrearon el bus visitante.
- Fallece un agente de la Ertzaintza a causa de un infarto durante una batalla campal entre ultras del Athletic Club y el Spartak de Moscú frente al estadio de San Mamés.
- El Real Madrid logra su decimotercera Liga de Campeones. Al finalizar dicho torneo, Zinedine Zidane abandona el club blanco tras ganar 3 Copas de Europa consecutivas entre otros títulos. Cristiano Ronaldo también abandona dicho club tras 9 años y 4 Champions League (3 consecutivas) entre otros títulos.
- El Atlético de Madrid gana su tercera Europa League.
- El Atlético de Madrid gana la Supercopa de Europa 4-2 en el alargue a su eterno rival, que llevaba 18 años sin perder una final internacional, en la primera final entre clubes de la misma ciudad en esta competición. Los equipos españoles han ganado 9 de las últimas ediciones del torneo, y en la década del 2010 han ganado casi todas las ediciones. Las únicas excepciones fue en el 2013 y 2019.
- Andrés Iniesta deja el F. C. Barcelona tras 22 años en el club azulgrana.
- Fernando Torres abandona el Atlético de Madrid y el fútbol europeo.
- Se celebran los Juegos Olímpicos de la Juventud de Buenos Aires (Argentina).

Principal referencia:

### 2019
- Se funda la empresa de lucha libre profesional All Elite Wrestling (AEW).
- Liverpool FC obtuvo su sexta Liga de Campeones de la UEFA tras vencer a Tottenham por 2-0 en la final.
- Rafael Nadal gana su decimosegundo Roland Garros y su cuarto US Open. De esta manera, ha logrado ya 19 Torneos de Grand Slam, a uno del más laureado, Roger Federer que tiene un total de 20.
- Novak Đoković logra su séptimo Abierto de Australia, convirtiéndose en el más ganador en dicho torneo. También ganó su quinto Campeonato de Wimbledon tras levantar dos match points frente a Roger Federer en la final.
- Flamengo ganó su segunda Copa Libertadores al vencer en la primera final única del certamen en Lima 2-1 al campeón vigente River Plate en los últimos tres minutos del partido.
- Trece años después de su primer título mundial, la selección española de baloncesto logra su segundo Mundial tras ganar en la final a la selección de Argentina por 95-75.
- Lewis Hamilton gana su sexto título de pilotos en la Fórmula 1 a bordo de su Mercedes Benz AMG F1.
- La selección de Sudáfrica conquista su tercer Mundial de rugby al vencer en la final a Inglaterra por 32-12.
- Lionel Messi gana su sexto Balón de Oro, logrando así el desempate con su rival Cristiano Ronaldo quien cuenta con cinco de estos galardones, uno menos que el futbolista argentino.
- La Selección de Catar logra su primer título internacional, la Copa Asiática.
- Toronto Raptors se convierte en el primer equipo canadiense en conquistar la NBA al vencer a los Golden State Warriors.
- La selección femenina estadounidense de fútbol se alza con el tetracampeonato mundial en Francia.
- La selección de Brasil conquista su novena Copa América, en su propio país.
- La selección de México gana su décima primera Copa de Oro de la Concacaf en Estados Unidos.
- Tiger Woods conquista el Masters de Augusta 14 años después.
- Eliud Kipchoge se convierte en el primer atleta de la historia en correr un maratón por debajo de las dos horas.
- El ecuatoriano Richard Carapaz gana el Giro de Italia, siendo el primer ecuatoriano en ganarlo y el segundo latinoamericano en conseguirlo, 5 años después del triunfo de Nairo Quintana.
- El colombiano Egan Bernal, primer ciclista latinoamericano en conquistar el Tour de Francia.
- Xavi Hernández, campeón con España en Sudáfrica 2010, se retira del fútbol.

Principal referencia:

## Literatura
- 2010: La Caída de los Gigantes, Ken Follett.
- 2011: Cincuenta sombras de Grey.
- 2011: El temor de un hombre sabio, Patrick Rothfuss.
- 2011: Ready Player One, Ernest Cline.
- 2012: Doctor Sueño, Stephen King.
- 2012: El imperio eres tú, Javier Moro.
- 2013: Dispara yo ya estoy muerto, Julia Navarro.
- 2013: La quinta ola, Rick Yancey.
- 2013: Estación de tormentas,Andrzej Sapkowski.
- 2014: Mr. Mercedes, Stephen King.
- 2016: Cinco esquinas, Mario Vargas Llosa.
- 2016: Todo esto te daré, Dolores Redondo.
- 2017: Origen, Dan Brown.
- 2017: El fuego invisible, Javier Sierra.

## Enlaces de interés
- Wikimedia Commons alberga una categoría multimedia sobre Años 2010.
- Los años diez (2010 - 2019), resumidos en 10 minutos. Vídeo realizado por CNN en español
- La década del 2010: la pantalla, la mujer y el algoritmo
- 2010-2019, los héroes deportivos de los años 10

- Datos: Q19022
- Multimedia: 2010s / Q19022